# PlayStation Vita游戏列表
这是一个PlayStation Vita遊戲列表，内容包括實體發行的閃存盒式遊戲和PlayStation Store下載遊戲。雖然PlayStation Vita可以玩PlayStation Portable、PlayStation、PlayStation Minis、PC Engine、PlayStation Mobile等平台的游戏，但这列表只包括為這個系统所開發的各式游戏。实体发行游戏没有区域锁定，因此每个游戏都可以在任何機台上使用；但下载游戏及DLC限于玩家所在的PSN地区。本列表显示各游戏的地区发布日期和实体发行/下载发行状态。截至2014年5月1日止，总共有562種游戏。
有关与PlayStation Vita兼容的PlayStation Portable游戏，请参阅PlayStation Portable游戏列表。 

## 游戏列表
| 游戏名称                                              | 开发商                                           | 发行商                                                               | 北美           | 欧洲           | 日本           | TV兼容性                  | 实体        |
| ----------------------------------------------------- | ------------------------------------------------ | -------------------------------------------------------------------- | -------------- | -------------- | -------------- | ------------------------- | ----------- |
| @Field                                                | Sonic Powered                                    | Sonic Powered                                                        | 不適用         | 不適用         | 2012年3月29日  | 否                        | 是          |
| ‘&’绽放在天空彼岸                                     | AKABEiSOFT2                                      | 5pb.                                                                 | 不適用         | 不適用         | 2013年12月26日 | 是                        | 是          |
| A-Men                                                 | Bloober Team                                     | Bloober Team、Kemco（日本）                                          | 2013年8月13日  | 2012年2月22日  | 2012年2月1日   | 仅北美                    | 否          |
| A-Men 2                                               | Bloober Team                                     | Bloober Team                                                         | 2013年11月5日  | 2013年11月6日  | 不適用         | 否                        | 否          |
| AR宠物                                                | Aabs Inc                                         | Aabs Inc                                                             | 2013年7月9日   | 2013年9月11日  | 2012年11月29日 | 否                        | 否          |
| 1001颗钉子                                            | Nicalis                                          | 索尼電腦娛樂                                                         | 2014年6月3日   | 2014年10月7日  | 不適用         | 是                        | 否          |
| 僵尸时代                                              | BlitWorks                                        | Halfbrick工作室                                                      | 2014年1月14日  | 2013年12月18日 | 2017年3月23日  | 否                        | 否          |
| 穢翼的尤斯蒂婭：天使之祝福                            | Dramatic Create                                  | ENTERGRAM                                                            | 不適用         | 不適用         | 2014年6月26日  | 是                        | 是          |
| AKB 1/149 戀愛總選舉                                  | 万代南梦宫娱乐                                   | 万代南梦宫娱乐                                                       | 不適用         | 不適用         | 2012年12月20日 | 是                        | 是          |
| 秋葉原脫物語2                                         | Acquire                                          | Acquire                                                              | 2014年8月5日   | 2014年10月10日 | 2013年11月7日  | 是                        | 是          |
| 异形繁殖                                              | Team17                                           | Team17                                                               | 2013年2月12日  | 2013年2月6日   | 不適用         | 是                        | 否          |
| 聖誕之吻 Ebicore+                                     | 角川遊戲                                         | 角川遊戲                                                             | 不適用         | 不適用         | 2014年1月30日  | 是                        | 是          |
| 失忆症 V 版                                           | Idea Factory                                     | Idea Factory                                                         | 2015年8月25日  | 2015年8月26日  | 2013年12月19日 | 是                        | 是          |
| 失忆症 World                                          | Idea Factory                                     | Idea Factory                                                         | 不適用         | 不適用         | 2014年5月22日  | 是                        | 是          |
| 憤怒的小鳥三部曲                                      | Rovio娱乐                                        | 动视                                                                 | 2013年10月15日 | 2013年10月16日 | 不適用         | 是                        | 否          |
| 憤怒的小鳥星球大戰版                                  | Rovio娱乐                                        | 动视                                                                 | 2013年10月29日 | 2013年11月1日  | 不適用         | 是                        | 是          |
| 女友總是伴身旁                                        | Giga                                             | ENTERGRAM                                                            | 不適用         | 不適用         | 2014年3月20日  | 是                        | 是          |
| AR COMBAT DigiQ 朋友坦克队                            | 科樂美                                           | 科樂美                                                               | 不適用         | 不適用         | 2011年12月17日 | 否                        | 否          |
| 聖靈之心3 LOVE MAX!!!!!                               | Examu                                            | Arc System Works                                                     | 不適用         | 不適用         | 2014年5月29日  | 是                        | 是          |
| 地狱军团                                              | Entersphere                                      | 史克威尔艾尼克斯                                                     | 2012年2月22日  | 2012年2月22日  | 2011年12月17日 | 否                        | 是          |
| Assault Gunners                                       | Artdink                                          | Marvelous                                                            | 不適用         | 不適用         | 2013年6月28日  | 是                        | 是          |
| 狂野飙车：喷射                                        | Gameloft                                         | Gameloft                                                             | 2012年2月15日  | 2012年2月22日  | 2011年12月17日 | 否                        | 是          |
| 刺客教條III：自由使命                                 | 育碧                                             | 育碧                                                                 | 2012年10月30日 | 2012年10月31日 | 2012年11月15日 | 否                        | 是          |
| 刺客教條 編年史                                       | 育碧                                             | 育碧                                                                 | 2016年4月5日   | 2016年4月5日   | 2016年4月5日   | 是                        | 是          |
| 原子忍者                                              | Grip Games                                       | Grip Games                                                           | 2013年10月8日  | 2013年10月2日  | 不適用         | 是                        | 否          |
| 托托莉的鍊金工房Plus ～亞蘭德的鍊金術士2～            | Gust                                             | 光荣特库摩                                                           | 2013年3月19日  | 2013年3月20日  | 2012年11月29日 | 是                        | 仅日本      |
| 梅露露的工作室Plus～亞蘭德的鍊金術士3～               | Gust                                             | 光荣特库摩                                                           | 2013年9月3日   | 2013年9月4日   | 2013年3月20日  | 是                        | 仅日本      |
| 新・蘿洛娜的工作室～阿蘭德的鍊金術士～                | Gust                                             | 光荣特库摩                                                           | 不適用         | 不適用         | 2013年11月21日 | 是                        | 是          |
| 愛夏的鍊金工房Plus～黃昏大地之鍊金術士～              | Gust                                             | 光荣特库摩                                                           | 不適用         | 不適用         | 2014年3月27日  | 是                        | 是          |
| Backgammon Blitz                                      | VooFoo Studios                                   | The Fyzz Facility                                                    | 2014年4月15日  | 2013年12月18日 | 不適用         | 是                        | 否          |
| Don't Die, Mr. Robot!                                 | Infinite State Games                             | Infinite State Games                                                 | 2014年11月4日  | 不適用         | 不適用         | 是                        | 否          |
| 蝙蝠侠：阿卡姆起源 黑门                               | Armature Studio                                  | 華納兄弟互動娛樂                                                     | 2013年10月25日 | 2013年10月25日 | 2013年12月5日  | 否                        | 是          |
| Ben 10: Galactic Racing                               | Monkey Bar Games                                 | D3 Publisher                                                         | 2012年2月22日  | 2012年3月16日  | 不適用         | 是                        | 是          |
| Bentley's Hackpack                                    | Sanzaru Games                                    | 索尼電腦娛樂                                                         | 2013年2月5日   | 2013年3月28日  | 不適用         | 否                        | 否          |
| BigFest                                               | On The Metal                                     | 索尼電腦娛樂                                                         | 2015年12月1日  | 2015年12月2日  | 不適用         | 否                        | 否          |
| Big Sky Infinity                                      | Boss Baddie, VooFoo Studios                      | Ripstone                                                             | 2012年12月11日 | 2012年12月12日 | 不適用         | 否                        | 否          |
| 苦澀微笑                                              | 戲畫                                             | ENTERGRAM                                                            | 不適用         | 不適用         | 2013年11月28日 | 是                        | 是          |
| 轟炸機兔子                                            | Nnooo                                            | Nnooo                                                                | 2016年3月8日   | 2016年3月9日   | 2017年11月24日 | 是                        | 否          |
| 苍翼默示录：连续变换 扩展版                           | Arc System Works                                 | Arc System Works (日本)、 Aksys (北美/欧洲)                          | 2012年2月15日  | 2012年2月22日  | 2011年12月17日 | 是                        | 是          |
| 苍翼默示录：刻之幻影                                  | Arc System Works                                 | Arc System Works                                                     | 2014年6月24日  | 不適用         | 2014年4月24日  | 是                        | 是          |
| 無主之地2                                             | Iron Galaxy Studios                              | 索尼電腦娛樂                                                         | 2014年5月13日  | 2014年5月13日  | 不適用         | 仅北美欧洲                | 是          |
| BreakQuest: Extra Evolution                           | Beatshapers                                      | Beatshapers                                                          | 2013年8月13日  | 2013年8月7日   | 不適用         | 是                        | 否          |
| 斷劍5：毒蛇的詛咒                                     | Revolution Software                              | Revolution Software                                                  | 2014年5月6日   | 2013年12月18日 | 不適用         | 是                        | 否          |
| Burn the Rope                                         | RingZero Game Studio                             | Big Blue Bubble                                                      | 2012年12月18日 | 2012年10月17日 | 不適用         | 否                        | 否          |
| 使命召唤：黑色行动 解密                               | Nihilistic Software                              | 动视                                                                 | 2012年11月13日 | 2012年11月13日 | 2012年12月20日 | 否                        | 是          |
| 城堡风暴                                              | Zen Studios                                      | Zen Studios                                                          | 2013年11月5日  | 2013年11月6日  | 不適用         | 是                        | 否          |
| 巨大损伤HD                                            | Finish Line Games                                | Pseudo Interactive                                                   | 2014年4月22日  | 2014年4月22日  | 不適用         | 是                        | 否          |
| 鎖鏈戰記V                                             | 世嘉                                             | 世嘉                                                                 | 不適用         | 不適用         | 2014年7月15日  | 否                        | 否          |
| 光明之子                                              | 育碧                                             | 育碧                                                                 | 2014年7月1日   | 2014年7月2日   | 2014年7月31日  | 否                        | 是          |
| 蝶之毒華之鎖                                          | Aromarie                                         | 原型公司                                                             | 不適用         | 不適用         | 2014年2月26日  | 是                        | 是          |
| Chronovolt                                            | Playerthree                                      | Playerthree                                                          | 2012年12月31日 | 2012年11月21日 | 不適用         | 是                        | 否          |
| 地球公民                                              | Eden Industries                                  | Atlus                                                                | 2015年1月20日  | 2015年1月21日  | 2016年10月26日 | 是                        | 否          |
| CLANNAD                                               | Key                                              | 原型公司                                                             | 不適用         | 不適用         | 2014年8月14日  | 是                        | 是          |
| Coconut Dodge Revitalised                             | FuturLab                                         | FuturLab                                                             | 2013年7月9日   | 2013年6月5日   | 不適用         | 是                        | 否          |
| 为我而生2 七星的引导与马兹尔的噩梦                    | Spike                                            | Spike (日本)、 Atlus (北美)                                          | 2014年4月15日  | 不適用         | 2013年8月22日  | 是                        | 仅日本北美  |
| 宇宙女英雄                                            | Zeboyd Games                                     | Zeboyd Games                                                         | 2018年4月24日  | 2018年6月5日   | 不適用         | 否                        | 否          |
| 屍體派對：馭血                                        | Team GrisGris                                    | 5pb.                                                                 | 2015年10月13日 | 2015年10月20日 | 2014年7月24日  | 是                        | 是          |
| 反击间谍                                              | Dynamighty                                       | Dynamighty                                                           | 2014年8月19日  | 2014年8月20日  | 2014年8月21日  | 是                        | 否          |
| Crazy Market                                          | The Game Atelier                                 | The Game Atelier                                                     | 2013年10月29日 | 2013年10月16日 | 不適用         | 否                        | 否          |
| 罪恶少女：诱惑                                        | Imageepoch                                       | 日本一软件                                                           | 不適用         | 不適用         | 2013年11月28日 | 是                        | 是          |
| CROSS†CHANNEL 〜For all people〜                      | 5pb.                                             | 5pb.                                                                 | 不適用         | 不適用         | 2014年6月26日  | 是                        | 是          |
| Cure Mate Club                                        | Daidai Inc.                                      | Daidai Inc.                                                          | 不適用         | 不適用         | 2013年3月14日  | 是                        | 否          |
| 诅咒和混乱                                            | Tribute Games                                    | Tribute Games                                                        | 2015年8月18日  | 2015年9月11日  | 不適用         | 是                        | 否          |
| 大乱走 冲刺夺取                                       | Planet G                                         | Planet G                                                             | 不適用         | 不適用         | 2014年2月27日  | 是                        | 否          |
| 大馬士革齒輪 東京始戰                                 | Arc System Works                                 | Arc System Works                                                     | 2015年3月24日  | 2015年4月29日  | 2013年12月25日 | 是                        | 否          |
| 紙箱戰機W                                             | Level-5                                          | Level-5                                                              | 不適用         | 不適用         | 2012年10月18日 | 是                        | 是          |
| 槍彈辯駁1・2 Reload                                   | Spike                                            | Spike                                                                | 不適用         | 不適用         | 2013年10月10日 | 是                        | 是          |
| 槍彈辯駁 希望學園與絕望高中生                         | Spike                                            | NIS America                                                          | 2014年2月11日  | 2014年2月14日  | 不適用         | 仅亚洲                    | 是          |
| 超級槍彈辯駁2 再會了絕望學園                          | Spike                                            | NIS America                                                          | 2014年9月2日   | 2014年9月2日   | 不適用         | 是                        | 是          |
| 死亡國度                                              | Housemarque                                      | 索尼電腦娛樂                                                         | 2014年4月15日  | 2014年4月16日  | 不適用         | 是                        | 否          |
| 死或生5+                                              | Team Ninja                                       | 光荣特库摩                                                           | 2013年3月22日  | 2013年3月22日  | 2013年3月20日  | 是                        | 是          |
| Deathmatch Village                                    | Bloober Team                                     |                                                                      | 2014年9月2日   | 2013年8月7日   | 不適用         | 是                        | 否          |
| 影牢 ～闇影公主～                                     | 光荣特库摩                                       | 光荣特库摩                                                           | 2014年3月25日  | 2014年3月28日  | 2014年2月27日  | 是                        | 是          |
| 忍乳負重 閃亂神樂                                     | Meteorise                                        | Marvelous                                                            | 不適用         | 不適用         | 2014年3月20日  | 是                        | 否          |
| 魔眼凝望                                              | Experience Inc.                                  | 角川游戏                                                             | 2014年4月22日  | 2014年4月25日  | 2013年1月24日  | 是                        | 是          |
| 魂之命运                                              | Q Entertainment                                  | 索尼電腦娛樂日本工作室                                               | 2014年3月25日  | 2014年3月26日  | 2014年3月20日  | 否                        | 否          |
| Die! Die! Die!                                        | iFun4All                                         | iFun4All                                                             | 2013年10月1日  | 2013年8月7日   | 不適用         | 否                        | 否          |
| 數碼寶貝物語 網路偵探                                 | Media.Vision                                     | 万代南梦宫娱乐                                                       | 2016年2月2日   | 2016年2月5日   | 2015年3月21日  | 是                        | 是          |
| 双键格斗                                              | Iron Galaxy Studios One True Game Studios        | Iron Galaxy Studios                                                  | 2013年8月20日  | 2013年8月21日  | 不適用         | 是                        | 否          |
| DJMax Technika Tune                                   | Pentavision                                      | Pentavision                                                          | 2012年12月4日  | 2012年12月4日  | 2012年9月27日  | 否                        | 是          |
| 魔鬼戀人 V 版                                         | Idea Factory                                     | Idea Factory                                                         | 不適用         | 不適用         | 2013年12月19日 | 是                        | 是          |
| 魔界戰記3                                             | 日本一软件                                       | 日本一软件                                                           | 2012年4月17日  | 2012年4月20日  | 2011年12月17日 | 是                        | 是          |
| 魔界戰記4                                             | 日本一软件                                       | 日本一软件                                                           | 2014年8月12日  | 2014年8月12日  | 2014年1月30日  | 是                        | 是          |
| 神秘博士：永恒之钟                                    | Supermassive Games                               | 英國廣播公司商業分支                                                 | 2012年10月9日  | 2012年10月10日 | 不適用         | 否                        | 否          |
| 心跳宇宙                                              | HumaNature Studios                               | 索尼電腦娛樂                                                         | 2013年12月10日 | 2013年12月11日 | 2014年2月22日  | 是                        | 否          |
| Dokuro                                                | Game Arts                                        | 工合在线娱乐                                                         | 2012年10月15日 | 2013年1月30日  | 2012年7月5日   | 否                        | 仅日本/亚洲 |
| 涂鸦上帝                                              | JoyBits                                          | 8floor                                                               | 2013年7月16日  | 2013年1月23日  | 不適用         | 是                        | 否          |
| 涂鸦恶魔                                              | JoyBits                                          | 8floor                                                               | 2014年1月14日  | 2013年10月23日 | 不適用         | 是                        | 否          |
| 七龙珠Z：Z之战                                        | Artdink                                          | 万代南梦宫娱乐                                                       | 2014年1月28日  | 2014年1月24日  | 2014年1月23日  | 是                        | 是          |
| 龙之幻想 一册                                         | The Muteki Corporation                           | The Muteki Corporation                                               | 2013年4月16日  | 不適用         | 不適用         | 是                        | 否          |
| 龙之幻想 二册                                         | The Muteki Corporation                           | The Muteki Corporation                                               | 2013年9月10日  | 不適用         | 不適用         | 是                        | 否          |
| 龙翅汤                                                | Grimm Bros                                       |                                                                      | 2015年11月5日  | 2015年11月5日  | 2015年11月5日  | 是                        | 否          |
| 龙之皇冠                                              | Vanillaware                                      | Atlus                                                                | 2013年8月6日   | 2013年10月10日 | 2013年7月25日  | 是                        | 是          |
| 龙之信条：远征                                        | 卡普空                                           | 卡普空                                                               | 不適用         | 不適用         | 2013年12月19日 | 是                        | 否          |
| 電擊文庫 FIGHTING CLIMAX                              | 高等軟件、法國麵包同人組織                       | SEGA、電擊文庫                                                       | 不適用         | 不適用         | 2014年3月18日  | 否                        | 是          |
| Draw Slasher                                          | Mass Creation                                    | Mass Creation、 Teyon Japan (日本)                                   | 2013年4月23日  | 2013年4月24日  | 2014年4月24日  | 否                        | 否          |
| 美夢俱樂部ZERO Portable                               | Tamsoft                                          | D3 Publisher                                                         | 不適用         | 不適用         | 2011年12月17日 | 否                        | 是          |
| 毁灭公爵3D Megaton Edition                            | Devolver Digital                                 |                                                                      | 2015年1月6日   | 2015年1月7日   | 不適用         | 仅北美                    | 否          |
| 地牢猎手 联盟                                         | Gameloft                                         | 育碧                                                                 | 2012年2月15日  | 2012年2月22日  | 2011年12月17日 | 是                        | 是          |
| 无头骑士异闻录 DuRaRaRa!! 3way standoff -alley- V     | NETCHUBIYORI                                     | 角川游戏                                                             | 不適用         | 不適用         | 2014年6月19日  | 是                        | 是          |
| Dustforce                                             | Hitbox Team                                      | 卡普空                                                               | 2014年2月4日   | 2014年2月5日   | 不適用         | 是                        | 否          |
| 真·三國無雙NEXT                                       | Omega Force                                      | 光荣特库摩                                                           | 2012年2月15日  | 2012年2月22日  | 2011年12月17日 | 否                        | 是          |
| 真·三國無雙7 with 猛將傳                              | Omega Force                                      | 光荣特库摩                                                           | 2014年3月25日  | 2014年4月2日   | 2013年11月28日 | 是                        | 是          |
| Ecolibrium                                            | 索尼電腦娛樂                                     | 索尼電腦娛樂                                                         | 2013年2月12日  | 2012年9月12日  | 不適用         | 否                        | 否          |
| 地球防卫军3 PORTABLE                                  | Sandlot                                          | D3 Publisher                                                         | 2013年1月8日   | 2013年1月16日  | 2012年9月27日  | 是                        | 仅日本/亚洲 |
| 英雄战姬                                              | 5pb.                                             | 5pb.                                                                 | 不適用         | 不適用         | 2014年5月29日  | 是                        | 是          |
| 傳奇米奇2：二人之力                                   | Junction Point Studios                           | 索尼電腦娛樂                                                         | 2013年6月21日  | 2013年6月21日  | 不適用         | 否                        | 仅欧洲      |
| 逃跑計劃                                              | Fun Bits Interactive                             | 索尼電腦娛樂                                                         | 2012年2月15日  | 2012年2月22日  | 2012年3月1日   | 否                        | 否          |
| escapeVektor                                          | Nnooo                                            | Nnooo（北美欧洲）、Arc System Works（日本）                          | 2013年1月22日  | 2012年12月19日 | 2014年1月16日  | 是                        | 否          |
| Ethan: Meteor Hunter                                  | Seaven Studio                                    | Seaven Studio                                                        | 2014年4月16日  | 2014年4月16日  | 不適用         | 是                        | 否          |
| 真菌世界HD                                            | Omni Systems                                     | Omni Systems                                                         | 2013年12月17日 | 2013年12月18日 | 不適用         | 否                        | 否          |
| 全民高尔夫6                                           | Clap Hanz                                        | 索尼電腦娛樂                                                         | 2012年2月15日  | 2012年2月22日  | 2011年12月17日 | 否                        | 是          |
| 觉醒骑士                                              | FuRyu                                            | FuRyu                                                                | 不適用         | 不適用         | 2013年11月7日  | 是                        | 是          |
| 幻想英雄传 未被继承的遗产                             | Arc System Works                                 | Arc System Works                                                     | 不適用         | 不適用         | 2014年7月3日   | 是                        | 否          |
| 模拟农场                                              | GIANTS Software                                  | GIANTS Software                                                      | 2013年7月2日   | 2013年5月8日   | 不適用         | 是                        | 否          |
| 模拟农场14                                            | GIANTS Software                                  | GIANTS Software                                                      | 2014年6月24日  | 2014年6月4日   | 2014年9月25日  | 仅北美欧洲                | 是          |
| Fate/hollow ataraxia                                  | TYPE-MOON                                        | 角川游戏                                                             | 不適用         | 不適用         | 2014年11月27日 | 是                        | 是          |
| 命運／停駐之夜 新生                                   | TYPE-MOON                                        | 角川游戏                                                             | 不適用         | 不適用         | 2012年11月29日 | 是                        | 是          |
| 菲斯                                                  | Polytron Corporation                             | Polytron Corporation                                                 | 2014年3月25日  | 2014年3月26日  | 2014年8月20日  | 是                        | 否          |
| 坚守阵地2                                             | Subatomic Studios                                | Subatomic Studios                                                    | 2014年12月23日 | 2014年12月17日 | 不適用         | 否                        | 否          |
| FIFA Football                                         | EA加拿大                                         | EA Sports                                                            | 2012年2月15日  | 2012年2月22日  | 2012年3月15日  | 否                        | 是          |
| FIFA 13                                               | EA加拿大                                         | EA Sports                                                            | 2012年9月25日  | 2012年9月28日  | 2012年10月18日 | 否                        | 是          |
| FIFA 14                                               | EA加拿大                                         | EA Sports                                                            | 2013年9月24日  | 2013年9月27日  | 2013年10月17日 | 是                        | 是          |
| FIFA 15                                               | EA加拿大                                         | EA Sports                                                            | 2014年9月23日  | 2014年9月25日  | 2014年10月9日  | 否                        | 是          |
| 最终幻想X HD                                          | 史克威尔艾尼克斯                                 | 史克威尔艾尼克斯                                                     | 2014年3月18日  | 2014年3月21日  | 2013年12月26日 | 是                        | 是          |
| 最终幻想X-2 HD                                        | 史克威尔艾尼克斯                                 | 史克威尔艾尼克斯                                                     | 2014年3月18日  | 2014年3月21日  | 2013年12月26日 | 是                        | 是          |
| Final Horizon                                         | Eiconic Games                                    | Eiconic Games                                                        | 2014年12月2日  | 2014年12月3日  | 2015年1月14日  | 否                        | 否          |
| 火中英雄                                              | Laughing Jackal                                  | Laughing Jackal                                                      | 2015年3月10日  | 2015年3月11日  | 2016年6月8日   | 是                        | 否          |
| 云神拯救朝圣者HD                                      | Dakko Dakko                                      | Dakko Dakko                                                          | 2013年8月27日  | 2013年8月7日   | 不適用         | 是                        | 否          |
| 流                                                    | Thatgamecompany                                  | 索尼电脑娱乐                                                         | 2013年11月29日 | 2013年11月29日 | 不適用         | 否                        | 否          |
| 花                                                    | Thatgamecompany                                  | 索尼电脑娱乐                                                         | 2013年11月12日 | 2013年11月29日 | 不適用         | 否                        | 否          |
| Flying Hamster HD                                     | The Game Atelier                                 | The Game Atelier                                                     | 2013年6月11日  | 2012年12月19日 | 不適用         | 否                        | 否          |
| 桌上足球 2012                                         | Grip Games                                       | Grip Games                                                           | 2012年7月24日  | 2012年7月25日  | 不適用         | 是                        | 否          |
| 足球经理经典版2014                                    | Sports Interactive                               | 世嘉                                                                 | 2014年5月6日   | 2014年4月11日  | 不適用         | 否                        | 否          |
| Fort Defense                                          | Creobit                                          | 4HIT                                                                 | 2014年2月11日  | 2013年11月27日 | 不適用         | 是                        | 否          |
| Fort Defense North Menace                             | Creobit                                          | 4HIT                                                                 | 2014年3月11日  | 2014年2月19日  | 不適用         | 是                        | 否          |
| Foul Play                                             | Mediatonic                                       | Devolver Digital                                                     | 2016年2月23日  | 2016年2月23日  | 不適用         | 是                        | 否          |
| 自由戰爭                                              | 索尼電腦娛樂日本工作室 Shift Dimps               | 索尼電腦娛樂                                                         | 2014年10月28日 | 2014年10月31日 | 2014年6月26日  | 是                        | 是          |
| Frobisher Says!                                       | Honeyslug                                        | 索尼电脑娱乐                                                         | 2012年10月23日 | 2012年2月22日  | 不適用         | 否                        | 否          |
| 冰封触点 Prime                                        | Mode 7                                           | Double Eleven                                                        | 2014年9月23日  | 2014年9月23日  | 2014年9月24日  | 是                        | 否          |
| 水果忍者                                              | Halfbrick工作室                                  | Big Ant Studios                                                      | 2013年8月13日  | 2013年8月14日  | 不適用         | 否                        | 否          |
| Furmins                                               | Housemarque、Beatshapers                         | Beatshapers                                                          | 2013年10月31日 | 2013年10月30日 | 不適用         | 是                        | 否          |
| 古色迷宫轮舞曲 ～La Roue de fortune～                 | Views Corporation                                | Views Corporation                                                    | 不適用         | 不適用         | 2013年9月26日  | 是                        | 是          |
| F1 2011                                               | Sumo Digital                                     | Codemasters                                                          | 2012年2月15日  | 2012年2月22日  | 2011年12月17日 | 是                        | 是          |
| 宝石粉碎者                                            | Raylight Games                                   | Funbox Media                                                         | 2017年3月7日   | 2017年2月24日  | 不適用         | 否                        | 否          |
| 月英学园 kou                                          | Arc System Works                                 | Arc System Works                                                     | 不適用         | 不適用         | 2013年10月10日 | 是                        | 是          |
| 銀星将棋 強天怒闘風雷神                               | Silver Star                                      | Silver Star                                                          | 不適用         | 不適用         | 2012年8月9日   | 是                        | 是          |
| 少女与战车 究极战车道!                                | 万代南梦宫娱乐                                   | 万代南梦宫娱乐                                                       | 不適用         | 不適用         | 2014年6月26日  | 是                        | 是          |
| 噬神者2                                               | 万代南梦宫娱乐                                   | 万代南梦宫娱乐                                                       | 不適用         | 不適用         | 2013年11月14日 | 是                        | 是          |
| 噬神者 解放重生                                       | 万代南梦宫娱乐                                   | 万代南梦宫娱乐                                                       | 2016年6月28日  | 2016年8月30日  | 2015年11月29日 | 是                        | 是          |
| 战神合集                                              | 蓝点游戏工作室                                   | 索尼电脑娱乐                                                         | 2014年5月6日   | 2014年5月9日   | 2014年5月15日  | 是                        | 是          |
| 青春紀行 Vivid Memories                               | 角川游戏                                         | 角川游戏                                                             | 不適用         | 不適用         | 2014年3月27日  | 是                        | 是          |
| 重力冲撞 Ultra                                        | Just Add Water                                   | 索尼电脑娱乐                                                         | 2014年8月12日  | 2014年8月13日  | 不適用         | 是                        | 否          |
| 重力异想世界                                          | 索尼電腦娛樂日本工作室                           | 索尼电脑娱乐                                                         | 2012年6月12日  | 2012年6月13日  | 2012年2月9日   | 否                        | 是          |
| 灰色的果實 -LE FRUIT DE LA GRISAIA-                   | FrontWing                                        | 原型公司                                                             | 不適用         | 不適用         | 2013年8月8日   | 是                        | 是          |
| 墨西哥英雄大混戰                                      | Drinkbox Studios                                 | Drinkbox Studios                                                     | 2013年4月9日   | 2013年4月10日  | 2014年3月27日  | 是                        | 否          |
| 聖騎士之戰XX Accent Core Plus R                       | Arc System Works                                 | Arc System Works                                                     | 2013年4月23日  | 不適用         | 2013年3月19日  | 是                        | 否          |
| 高達創壞者                                            | Craft & Meisters                                 | 万代南梦宫娱乐                                                       | 不適用         | 不適用         | 2013年10月31日 | 是                        | 是          |
| Gunslugs                                              | Abstraction Games                                | Abstraction Games                                                    | 2014年2月18日  | 2014年2月19日  | 不適用         | 是                        | 否          |
| 襲來！美少女邪神 難以名狀的遊戲物體                   | 5pb.                                             | 5pb.                                                                 | 不適用         | 不適用         | 2013年5月30日  | 是                        | 是          |
| 初音未来 -歌姬计划- f                                 | 世嘉                                             | 世嘉                                                                 | 2014年3月4日   | 2014年3月12日  | 2012年8月30日  | 仅日本亚洲，需DualShock 4 | 是          |
| 初音未来 -歌姬计划- F 2nd                             | 世嘉                                             | 世嘉                                                                 | 2014年11月18日 | 2014年11月21日 | 2014年3月27日  | 是                        | 是          |
| 薄樱鬼 鏡花録                                         | Idea Factory                                     | Idea Factory                                                         | 不適用         | 不適用         | 2013年12月19日 | 是                        | 是          |
| 薄樱鬼 SSL                                            | Idea Factory                                     | Idea Factory                                                         | 不適用         | 不適用         | 2014年3月27日  | 是                        | 是          |
| 绝地潜兵                                              | Arrowhead Game Studios                           | 索尼電腦娛樂                                                         | 2014年3月3日   | 2014年3月4日   | 不適用         | 是                        | 否          |
| 与Hello Kitty一起！撞磚遊戲V                          | Dorasu                                           | Dorasu                                                               | 不適用         | 不適用         | 2012年6月7日   | 否                        | 是          |
| Hohokum                                               | Honeyslug，索尼電腦娛樂聖塔莫尼卡工作室          | 索尼电脑娱乐                                                         | 2014年8月12日  | 2014年8月13日  | 2014年8月13日  | 是                        | 否          |
| Home                                                  | Benjamin Rivers Inc.                             |                                                                      | 2014年11月4日  | 2015年4月15日  | 不適用         | 是                        | 否          |
| 螢火蟲日記                                            | 日本一软件                                       |                                                                      | 2015年2月24日  | 2015年3月4日   | 2014年6月19日  | 是                        | 是          |
| HOTCHKISS                                             | 戲畫                                             | ENTERGRAM                                                            | 不適用         | 不適用         | 2013年8月29日  | 是                        | 是          |
| 火线迈阿密                                            | Dennaton Games                                   | Devolver Digital                                                     | 2013年6月25日  | 2013年6月26日  | 2015年6月12日  | 是                        | 否          |
| 火线迈阿密2：空号                                     | Dennaton Games                                   | Devolver Digital                                                     | 2015年3月10日  | 2015年3月11日  | 2015年6月12日  | 是                        | 否          |
| 饥饿长颈鹿                                            | Laughing Jackal                                  | Laughing Jackal                                                      | 不適用         | 2013年3月6日   | 不適用         | 否                        | 否          |
| 台球王                                                | VooFoo Studios                                   | 索尼电脑娱乐                                                         | 2012年2月15日  | 2012年2月22日  | 不適用         | 否                        | 否          |
| 神次元偶像 戰機少女PP                                 | Compile Heart Tamsoft                            | Compile Heart                                                        | 2014年6月3日   | 2014年6月5日   | 2013年6月20日  | 是                        | 是          |
| 超次次元戰記 戰機少女 Re;Birth1                       | Compile Heart Felistella                         | Compile Heart                                                        | 2014年8月26日  | 2014年8月27日  | 2013年10月31日 | 是                        | 是          |
| 超次次元戰記 戰機少女 Re;Birth2 妹妹世代              | Compile Heart Felistella                         | Compile Heart                                                        | 2015年1月27日  | 2015年2月6日   | 2014年3月20日  | 是                        | 是          |
| 超女神信仰 诺瓦露 激神黑心                            | Compile Heart Sting                              | Compile Heart                                                        | 2015年2月24日  | 2015年2月27日  | 2014年5月29日  | 是                        | 是          |
| 超次元動作 戰機少女U                                  | Tamsoft                                          | Compile Heart                                                        | 2015年5月19日  | 2015年5月21日  | 2014年8月28日  | 是                        | 是          |
| IA/VT Colorful                                        | Marvelous                                        | Marvelous                                                            | 不適用         | 不適用         | 2015年7月30日  | 是                        | 是          |
| 現在就想告訴哥哥，我是妹妹！                          | Fairys                                           | GN Software                                                          | 不適用         | 不適用         | 2014年4月24日  | 是                        | 是          |
| 终极版                                                | Armature Studio                                  | 華納兄弟互動娛樂                                                     | 2013年11月12日 | 2013年11月29日 | 不適用         | 否                        | 是          |
| International Snooker                                 | Big Head Games                                   | Big Head Games                                                       | 不適用         | 2013年3月13日  | 不適用         | 是                        | 否          |
| Infinità Strada                                       | Office 5656                                      | Office 5656                                                          | 不適用         | 不適用         | 2014年4月22日  | 否                        | 否          |
| IS〈Infinite Stratos〉 2: Ignition Hearts             | 5pb.                                             |                                                                      | 不適用         | 不適用         | 2014年2月27日  | 是                        | 是          |
| 隐形妖怪：联盟                                        | Novarama                                         | 索尼電腦娛樂                                                         | 2014年9月30日  | 2013年10月30日 | 不適用         | 否                        | 是          |
| Jump全明星乱斗                                        | Spike Chunsoft                                   | 万代南梦宫娱乐                                                       | 不適用         | 不適用         | 2014年3月19日  | 是                        | 是          |
| 雅各布和大脚怪之谜                                    | Lucid Games                                      | Lucid Games                                                          | 2013年5月14日  | 2013年5月15日  | 不適用         | 否                        | 否          |
| 杰克与达斯特合集                                      | Mass Media Inc.                                  | 索尼電腦娛樂                                                         | 2013年6月18日  | 2013年6月19日  | 不適用         | 否                        | 是          |
| Jet Set Radio                                         | Smilebit                                         | 世嘉                                                                 | 2012年10月16日 | 2012年11月21日 | 2013年2月20日  | 是                        | 否          |
| 疯狂喷气机                                            | Halfbrick工作室                                  | Big Ant Studios                                                      | 2012年11月20日 | 2012年12月21日 | 不適用         | 是                        | 否          |
| 實況野球2012                                          | 科樂美                                           | 科樂美                                                               | 不適用         | 不適用         | 2012年7月19日  | 否                        | 是          |
| 實況野球2012決定版                                    | 科樂美                                           | 科樂美                                                               | 不適用         | 不適用         | 2012年12月13日 | 否                        | 是          |
| 實況野球2013                                          | 科樂美                                           | 科樂美                                                               | 不適用         | 不適用         | 2013年10月24日 | 是                        | 是          |
| Joe Danger                                            | Hello Games                                      | Hello Games                                                          | 2014年9月2日   | 2014年9月3日   | 不適用         | 是                        | 否          |
| Joe Danger 2: The Movie                               | Hello Games                                      | Hello Games                                                          | 2015年1月13日  | 2015年1月14日  | 不適用         | 是                        | 否          |
| 橄榄球挑战                                            | Sidhe Interactive                                | Tru Blu Entertainment                                                | 不適用         | 2012年6月27日  | 不適用         | 否                        | 是          |
| 神咒神威神樂 曙之光                                   | Views Corporation                                | Views Corporation                                                    | 不適用         | 不適用         | 2013年4月25日  | 是                        | 是          |
| 艦Colle改                                             | 角川游戏                                         | 角川游戏                                                             | 不適用         | 不適用         | 2016年2月18日  | 否                        | 是          |
| Kick & Fennick                                        | Green Hill Studios                               | Green Hill Studios                                                   | 2015年2月3日   | 2015年2月3日   | 2015年8月5日   | 是                        | 否          |
| KickBeat                                              | Zen Studios                                      | Zen Studios                                                          | 2013年9月3日   | 2013年9月4日   | 不適用         | 是                        | 否          |
| 機動戰士GUNDAM SEED对DESTINY                          | Artdink                                          | 万代南梦宫娱乐                                                       | 不適用         | 不適用         | 2012年6月7日   | 是                        | 是          |
| 杀戮地带：佣兵                                        | 索尼電腦娛樂劍橋工作室                           | 索尼電腦娛樂                                                         | 2013年9月10日  | 2013年9月4日   | 2013年9月5日   | 需补丁                    | 是          |
| King Oddball                                          | 10tons                                           |                                                                      | 2014年2月4日   | 2014年1月8日   | 不適用         | 是                        | 否          |
| Knytt Underground                                     | Green Hill                                       | Ripstone                                                             | 2012年12月18日 | 2012年12月21日 | 不適用         | 是                        | 否          |
| Krinkle Krusher                                       | Ilusis Interactive Graphics                      |                                                                      | 2015年4月7日   | 2016年8月5日   | 不適用         | 否                        | 否          |
| Kud Wafter Converted Edition                          | Key                                              | 原型公司                                                             | 不適用         | 不適用         | 2013年12月19日 | 是                        | 是          |
| 功夫兔子                                              | cTools Studio                                    | Neko Entertainment                                                   | 2013年7月16日  | 2013年7月3日   | 不適用         | 是                        | 否          |
| 迷宫X Blood 无限                                      | Experience Inc.                                  | CyberFront                                                           | 不適用         | 不適用         | 2013年4月25日  | 是                        | 是          |
| LA-MULANA EX                                          | GR3 Project                                      | Rising Star Games                                                    | 2015年3月3日   | 2015年3月4日   | 2014年12月17日 | 是                        | 否          |
| Legends of War: Patton                                | Enigma Software Productions                      | Slitherine Strategies                                                | 2013年7月8日   | 2013年4月4日   | 不適用         | 是                        | 是          |
| 乐高哈利波特：第5-7年                                 | Traveller's Tales                                | 華納兄弟互動娛樂                                                     | 2012年3月6日   | 2012年3月9日   | 不適用         | 是                        | 是          |
| 乐高蝙蝠侠2：DC超级英雄                               | Traveller's Tales                                | 華納兄弟互動娛樂                                                     | 2012年6月19日  | 2012年6月27日  | 不適用         | 否                        | 是          |
| 樂高魔戒                                              | TT Fusion                                        | 華納兄弟互動娛樂                                                     | 2012年10月30日 | 2012年11月21日 | 不適用         | 是                        | 是          |
| 乐高神兽传奇：拉瓦尔之旅                              | Traveller's Tales                                | 華納兄弟互動娛樂                                                     | 2013年6月25日  | 2013年6月21日  | 不適用         | 否                        | 是          |
| 乐高漫威超级英雄 宇宙危亡                             | Traveller's Tales                                | 華納兄弟互動娛樂                                                     | 2013年10月22日 | 2013年11月15日 | 不適用         | 否                        | 是          |
| 樂高玩電影 遊戲                                       | TT Games                                         | 華納兄弟互動娛樂                                                     | 2014年2月7日   | 2014年2月14日  | 不適用         | 是                        | 是          |
| 樂高旋風忍者 機械忍者                                 | Hellbent Games                                   | 華納兄弟互動娛樂                                                     | 2014年7月29日  | 2014年8月1日   | 2016年12月21日 | 是                        | 是          |
| 百戰小旅鼠 触摸版                                     | D3t Ltd                                          | 索尼電腦娛樂                                                         | 2014年5月27日  | 2014年5月28日  | 不適用         | 否                        | 否          |
| Let's Fish! Hooked On                                 | SIMS Co., Ltd.                                   | 角川游戏 (日本)、 Wired Productions (北美/欧洲)                      | 2013年1月29日  | 2013年1月30日  | 2012年3月29日  | 否                        | 仅日本      |
| 世嘉創造球會                                          | 世嘉                                             | 世嘉                                                                 | 不適用         | 不適用         | 2013年10月10日 | 否                        | 是          |
| 解放少女 SIN                                          | 5pb.                                             | 5pb.                                                                 | 不適用         | 不適用         | 2014年7月31日  | 是                        | 是          |
| 地狱边境                                              | Double Eleven Limited, Playdead                  | Playdead                                                             | 2013年6月4日   | 2013年6月5日   | 2013年6月18日  | 是                        | 否          |
| 小小大星球PS Vita                                     | Double Eleven Ltd., Tarsier Studios, XDev        | 索尼电脑娱乐                                                         | 2012年9月25日  | 2012年9月19日  | 2012年9月20日  | 否                        | 是          |
| Little Busters! Converted Edition                     | Key                                              | 原型公司                                                             | 不適用         | 不適用         | 2012年3月22日  | 是                        | 是          |
| Little Deviants                                       | Bigbig Studios                                   | 索尼電腦娛樂                                                         | 2012年2月15日  | 2012年2月22日  | 2011年12月17日 | 否                        | 是          |
| 孤独的生还者 导演剪辑版                               | Curve Studios, Superflat Games                   | Curve Studios                                                        | 2013年9月24日  | 2013年9月24日  | 不適用         | 是                        | 否          |
| 天启之王                                              | Access Games                                     | 史克威尔艾尼克斯                                                     | 不適用         | 不適用         | 2011年12月17日 | 是                        | 是          |
| 失落的次元                                            | Lancarse                                         | Furyu                                                                | 2015年7月7日   | 2015年8月28日  | 2014年8月8日   | 是                        | 是          |
| Love Live! 學園偶像天國 Vol.1: Printemps              | Dingo Inc.                                       | 角川游戏                                                             | 不適用         | 不適用         | 2014年8月28日  | 否                        | 是          |
| Love Live! 學園偶像天國 Vol.2: BiBi                   | Dingo Inc.                                       | 角川游戏                                                             | 不適用         | 不適用         | 2014年8月28日  | 否                        | 是          |
| Love Live! 學園偶像天國 Vol.3: Lily White             | Dingo Inc.                                       | 角川游戏                                                             | 不適用         | 不適用         | 2014年8月28日  | 否                        | 是          |
| LOVELY QUEST -Unlimited-                              | Hooksoft                                         |                                                                      | 不適用         | 不適用         | 2014年3月27日  | 是                        | 是          |
| Luftrausers                                           | Vlambeer                                         | Devolver Digital                                                     | 2014年3月18日  | 2014年3月19日  | 2015年2月19日  | 是                        | 否          |
| 音乐方块：电子交响乐                                  | Q Entertainment                                  | 育碧                                                                 | 2012年2月15日  | 2012年2月22日  | 2012年4月19日  | 是                        | 是          |
| 机械迷城                                              | Amanita Design                                   | Amanita Design                                                       | 2013年3月26日  | 2013年5月1日   | 2013年5月7日   | 是                        | 否          |
| 麦登橄榄球13                                          | HB Studios                                       | EA Sports                                                            | 2012年8月28日  | 2012年8月31日  | 不適用         | 否                        | 是          |
| 魔法科高中的劣等生 Out of Order                       | 万代南梦宫娱乐                                   | 万代南梦宫娱乐                                                       | 不適用         | 不適用         | 2014年12月25日 | 是                        | 是          |
| 麻雀格鬥俱樂部 新生·全国对战版                        | 科樂美                                           | 科樂美                                                               | 不適用         | 不適用         | 2011年12月17日 | 是                        | 是          |
| Mahjong Royal Towers                                  | Creobit                                          | 8 Floor Games                                                        | 不適用         | 2013年12月10日 | 2013年7月24日  | 是                        | 否          |
| 魔法少女大戰 ZANBATSU                                 | Galat Games                                      | Galat Games                                                          | 不適用         | 不適用         | 2014年3月27日  | 是                        | 否          |
| 魔法节拍                                              | Arc System Works                                 | Arc System Works                                                     | 2014年6月17日  | 2015年1月28日  | 2013年12月12日 | 是                        | 否          |
| Malicious Rebirth                                     | Alvion                                           | Alvion                                                               | 2013年10月8日  | 2013年10月9日  | 2012年11月22日 | 是                        | 否          |
| 魔都紅色幽撃隊 DAYBREAK SPECIAL GIGS                  | Toybox Inc.                                      | Arc System Works                                                     | 2015年3月10日  | 2015年3月15日  | 2014年4月10日  | 是                        | 是          |
| 告别回忆6 完全版                                      | KID                                              | 5pb.                                                                 | 不適用         | 不適用         | 2013年6月27日  | 是                        | 是          |
| 告别回憶：打勾勾的記憶                                | KID                                              | 5pb.                                                                 | 不適用         | 不適用         | 2013年6月27日  | 是                        | 是          |
| Men's Room Mayhem                                     | Sawfly Studios                                   | Ripstone                                                             | 2013年5月21日  | 2013年5月22日  | 不適用         | 否                        | 否          |
| 傭兵之王 Reloaded Edition                             | Tribute Games                                    | Tribute Games                                                        | 2018年2月6日   | 2018年2月6日   | 不適用         | 否                        | 否          |
| 潛龍諜影 HD合集                                       | 小岛工作室                                       | 科樂美                                                               | 2012年6月12日  | 2012年6月29日  | 2012年6月28日  | 否                        | 是          |
| Metrico                                               | Digital Dreams                                   | Digital Dreams                                                       | 2014年8月5日   | 2014年8月6日   | 不適用         | 否                        | 否          |
| 迈克尔·杰克逊 体验                                    | 育碧                                             | 育碧                                                                 | 2012年2月15日  | 2012年2月22日  | 2011年12月17日 | 仅亚洲                    | 是          |
| Miku Miku Hockey 2.0                                  | 索尼電腦娛樂                                     | 索尼電腦娛樂                                                         | 不適用         | 不適用         | 2014年2月13日  | 否                        | 否          |
| 擴散性百萬亞瑟王                                      | 史克威尔艾尼克斯                                 | 史克威尔艾尼克斯                                                     | 不適用         | 不適用         | 2013年4月11日  | 是                        | 否          |
| Mind 0                                                | Acquire                                          | 工合在线娱乐 (日本)、 Aksys (北美/欧洲)                              | 2014年5月27日  | 2014年5月28日  | 2013年8月1日   | 是                        | 仅日本北美  |
| 我的世界                                              | Mojang                                           | 索尼電腦娛樂                                                         | 2014年10月14日 | 2014年10月15日 | 2014年10月29日 | 是                        | 是          |
| 美国职棒大联盟 12                                     | 索尼電腦娛樂聖地牙哥工作室                       | 索尼電腦娛樂                                                         | 2012年3月6日   | 2012年3月7日   | 不適用         | 否                        | 是          |
| 美国职棒大联盟 13                                     | 索尼電腦娛樂聖地牙哥工作室                       | 索尼電腦娛樂                                                         | 2013年3月5日   | 2013年3月6日   | 不適用         | 是                        | 是          |
| 美国职棒大联盟 14                                     | 索尼電腦娛樂聖地牙哥工作室                       | 索尼電腦娛樂                                                         | 2014年4月1日   | 2014年4月2日   | 不適用         | 是                        | 是          |
| ModNation Racers: Road Trip                           | 索尼電腦娛樂聖地牙哥工作室                       | 索尼電腦娛樂                                                         | 2012年2月15日  | 2012年2月22日  | 不適用         | 否                        | 是          |
| 萌萌大战争 现代版++                                   | SystemSoft Alpha Corp                            | SystemSoft Alpha Corp                                                | 不適用         | 不適用         | 2012年7月26日  | 是                        | 是          |
| 極限凸騎 怪物卡片對決                                 | Compile Heart                                    | Compile Heart                                                        | 2014年5月27日  | 2014年6月4日   | 2013年1月24日  | 否                        | 是          |
| 極限凸記 萌萌編年史                                   | Compile Heart                                    | Compile Heart                                                        | 不適用         | 不適用         | 2014年5月15日  | 否                        | 是          |
| 魔物猎人前线G                                         | 卡普空                                           | 卡普空                                                               | 不適用         | 不適用         | 2014年8月13日  | 是                        | 是          |
| 怪物雷达                                              | 索尼電腦娛樂                                     | 索尼電腦娛樂                                                         | 不適用         | 不適用         | 2012年11月21日 | 否                        | 是          |
| 真人快打                                              | NetherRealm Studios                              | 華納兄弟互動娛樂                                                     | 2012年5月1日   | 2012年5月4日   | 不適用         | 否                        | 是          |
| 世界摩托车锦标赛 13                                   | Milestone S.r.l.                                 | Black Bean Games                                                     | 不適用         | 2013年6月19日  | 不適用         | 否                        | 是          |
| 摩托风暴 RC                                           | Evolution Studios                                | 索尼電腦娛樂                                                         | 2012年3月6日   | 2012年2月22日  | 2013年3月29日  | 是                        | 否          |
| 更多 跟大姐姐一起做吧！+PLUS                          | Candy Soft                                       | NetRevo                                                              | 不適用         | 不適用         | 2014年5月29日  | 是                        | 是          |
| 驯兽师与王子殿下                                      | Otomate                                          | Idea Factory                                                         | 不適用         | 不適用         | 2014年1月29日  | 是                        | 否          |
| 萌芽大作战                                            | Creat Studios                                    | Creat Studios                                                        | 2013年8月20日  | 2013年8月14日  | 不適用         | 是                        | 否          |
| MUD：世界摩托车越野锦标赛                             | Milestone S.r.l.                                 | Black Bean Games                                                     | 2013年2月26日  | 2012年10月12日 | 不適用         | 是                        | 是          |
| 胧村正                                                | Vanillaware                                      | Marvelous(日本)、 Aksys(北美)                                        | 2013年6月25日  | 2013年10月16日 | 2013年3月28日  | 是                        | 是          |
| 紫氏宝贝                                              | Ovosonico                                        | 索尼電腦娛樂                                                         | 2014年9月16日  | 2014年9月17日  | 2014年9月25日  | 否                        | 否          |
| Mutant Mudds Deluxe                                   | Renegade Kid                                     | Renegade Kid                                                         | 2013年12月17日 | 不適用         | 不適用         | 是                        | 否          |
| 世界摩托车越野锦标赛 官方游戏                         | Milestone S.r.l.                                 | Milestone srl (欧洲)、 万代南梦宫(北美)                              | 2014年11月18日 | 2014年3月28日  | 不適用         | 是                        | 否          |
| 内定！就活完全对策                                    | 媒體五                                           | 媒體五                                                               | 不適用         | 不適用         | 2013年10月31日 | 是                        | 是          |
| 極速快感：新全民公敵                                  | Criterion Games                                  | 艺电                                                                 | 2012年10月30日 | 2012年11月2日  | 2012年11月15日 | 否                        | 是          |
| Nekurebo 英文法徹底特訓                               | 媒體五                                           | 媒體五                                                               | 不適用         | 不適用         | 2012年4月26日  | 是                        | 是          |
| Nekurebo 行政書士試验                                 | 媒體五                                           | 媒體五                                                               | 不適用         | 不適用         | 2012年5月24日  | 是                        | 是          |
| Nekurebo 应用信息技術者試验                           | 媒體五                                           | 媒體五                                                               | 不適用         | 不適用         | 2012年6月28日  | 是                        | 是          |
| Nekurebo 基本信息技術者試验                           | 媒體五                                           | 媒體五                                                               | 不適用         | 不適用         | 2012年6月28日  | 是                        | 是          |
| Nekurebo IT护照試验                                   | 媒體五                                           | 媒體五                                                               | 不適用         | 不適用         | 2012年6月28日  | 是                        | 是          |
| Nekurebo FP技能检定試验2級                            | 媒體五                                           | 媒體五                                                               | 不適用         | 不適用         | 2012年7月26日  | 是                        | 是          |
| Nekurebo FP技能检定試验3級                            | 媒體五                                           | 媒體五                                                               | 不適用         | 不適用         | 2012年7月26日  | 是                        | 是          |
| Nekurebo 宅建試验                                     | 媒體五                                           | 媒體五                                                               | 不適用         | 不適用         | 2012年8月23日  | 是                        | 是          |
| Nekurebo 信息安全专家試验 网络专家試验                | 媒體五                                           | 媒體五                                                               | 不適用         | 不適用         | 2012年8月23日  | 是                        | 是          |
| Nekurebo 社会福祉士試験                               | 媒體五                                           | 媒體五                                                               | 不適用         | 不適用         | 2012年9月27日  | 是                        | 是          |
| Nekurebo 介護福祉士試验                               | 媒體五                                           | 媒體五                                                               | 不適用         | 不適用         | 2012年10月25日 | 是                        | 是          |
| Nekurebo 社劳士試验                                   | 媒體五                                           | 媒體五                                                               | 不適用         | 不適用         | 2013年2月21日  | 是                        | 是          |
| Nekurebo 秘書检定試验                                 | 媒體五                                           | 媒體五                                                               | 不適用         | 不適用         | 2013年5月30日  | 是                        | 是          |
| Nekurebo 中小企業診断士試验1                          | 媒體五                                           | 媒體五                                                               | 不適用         | 不適用         | 2013年2月7日   | 是                        | 是          |
| Nekurebo 中小企業診断士試验2                          | 媒體五                                           | 媒體五                                                               | 不適用         | 不適用         | 2013年2月7日   | 是                        | 是          |
| Nekurebo 護理經理試验                                 | 媒體五                                           | 媒體五                                                               | 不適用         | 不適用         | 2013年6月27日  | 是                        | 是          |
| Nekurebo 英检                                         | 媒體五                                           | 媒體五                                                               | 不適用         | 不適用         | 2013年8月29日  | 是                        | 是          |
| 新國王物語                                            | Marvelous                                        | 科樂美                                                               | 2012年10月2日  | 2012年9月27日  | 2012年3月29日  | 否                        | 是          |
| 自然法则                                              | 角川游戏                                         | 角川游戏                                                             | 不適用         | 不適用         | 2014年4月3日   | 是                        | 是          |
| Nikoli谜题V 数独                                      | Hamster                                          | Hamster                                                              | 2013年3月12日  | 不適用         | 2012年2月8日   | 是                        | 否          |
| Nikoli数独V 珠玉的12谜题                              | Hamster                                          | Hamster                                                              | 不適用         | 不適用         | 2012年4月12日  | 是                        | 否          |
| Nikoli谜题V 数和                                      | Hamster                                          | Hamster                                                              | 不適用         | 不適用         | 2012年4月19日  | 是                        | 否          |
| Nikoli谜题V 数回                                      | Hamster                                          | Hamster                                                              | 2013年7月30日  | 不適用         | 2012年5月9日   | 是                        | 否          |
| Nikoli谜题V 塗壁                                      | Hamster                                          | Hamster                                                              | 不適用         | 不適用         | 2012年5月24日  | 是                        | 否          |
| Nikoli谜题V 分割房间                                  | Hamster                                          | Hamster                                                              | 不適用         | 不適用         | 2012年6月7日   | 是                        | 否          |
| Nikoli谜题V 美術館                                    | Hamster                                          | Hamster                                                              | 不適用         | 不適用         | 2012年6月21日  | 是                        | 否          |
| Nikoli谜题V 珍珠项链                                  | Hamster                                          | Hamster                                                              | 不適用         | 不適用         | 2012年7月5日   | 是                        | 否          |
| Nikoli谜题V 留我一个                                  | Hamster                                          | Hamster                                                              | 不適用         | 不適用         | 2012年7月19日  | 是                        | 否          |
| Nikoli谜题V 数桥                                      | Hamster                                          | Hamster                                                              | 不適用         | 不適用         | 2012年8月9日   | 是                        | 否          |
| Nikoli谜题V 切成方块                                  | Hamster                                          | Hamster                                                              | 不適用         | 不適用         | 2012年8月30日  | 是                        | 否          |
| Nikoli谜题V 數連                                      | Hamster                                          | Hamster                                                              | 不適用         | 不適用         | 2012年9月13日  | 是                        | 否          |
| Nikoli谜题V 箭头环                                    | Hamster                                          | Hamster                                                              | 不適用         | 不適用         | 2012年9月27日  | 是                        | 否          |
| 麻雀水平提高20倍的方法 初中級者編                     | 加賀電子                                         | 加賀電子                                                             | 不適用         | 不適用         | 2013年12月19日 | 是                        | 是          |
| 极致麻将！挑战女性职业麻将选手！徹萬女神特别版        | 加賀電子                                         | 加賀電子                                                             | 不適用         | 不適用         | 2013年12月19日 | 是                        | 是          |
| 忍者外傳Σ Plus                                        | Team Ninja                                       | 光荣特库摩                                                           | 2012年2月22日  | 2012年2月22日  | 2012年2月23日  | 是                        | 是          |
| 忍者外傳Σ2 Plus                                       | Team Ninja                                       | 光荣特库摩                                                           | 2013年2月26日  | 2013年3月1日   | 2013年2月28日  | 是                        | 是          |
| 忍者战记DX                                            | Tribute Games                                    | Tribute Games                                                        | 2014年2月23日  | 2014年2月23日  | 不適用         | 是                        | 否          |
| 信長之野望·天道with威力加强版                         | 光荣特库摩                                       | 光荣特库摩                                                           | 不適用         | 不適用         | 2012年9月27日  | 是                        | 是          |
| 信長之野望·創造                                       | 光荣特库摩                                       | 光荣特库摩                                                           | 不適用         | 不適用         | 2014年5月29日  | 是                        | 是          |
| NORN9 VAR COMMONS                                     | Idea Factory                                     | Idea Factory                                                         | 2015年11月3日  | 2015年11月3日  | 2014年12月11日 | 是                        | 是          |
| NORN9 LAST ERA                                        | Idea Factory                                     | Idea Factory                                                         | 不適用         | 不適用         | 2015年4月2日   | 是                        | 是          |
| 核子王座                                              | Vlambeer                                         | Vlambeer                                                             | 2015年12月5日  | 2015年12月5日  | 不適用         | 是                        | 否          |
| Nun Attack                                            | Frima Studio                                     | Frima Studio                                                         | 2013年3月19日  | 2013年5月8日   | 不適用         | 否                        | 否          |
| 奇异世界：怪客之怒HD                                  | Just Add Water                                   | Oddworld Inhabitants                                                 | 2012年12月18日 | 2012年12月19日 | 不適用         | 否                        | 否          |
| 奇异世界：蒙克历险记HD                                | Just Add Water                                   | Oddworld Inhabitants                                                 | 2014年12月16日 | 2014年12月17日 | 不適用         | 是                        | 否          |
| 奇异世界：新鲜可口                                    | Just Add Water                                   | Oddworld Inhabitants                                                 | 2016年1月19日  | 2016年1月19日  | 不適用         | 否                        | 否          |
| 歐利歐利                                              | Roll7                                            | Roll7                                                                | 2014年1月21日  | 2014年1月22日  | 不適用         | 是                        | 否          |
| OMG僵尸HD                                             | Laughing Jackal                                  | Laughing Jackal                                                      | 2013年6月19日  | 2013年6月19日  | 不適用         | 是                        | 否          |
| ONE PIECE 海賊無雙2                                   | Omega Force                                      | 万代南梦宫娱乐                                                       | 不適用         | 不適用         | 2013年3月20日  | 是                        | 是          |
| ONE PIECE 无尽世界R                                   | Ganbarion                                        | 万代南梦宫娱乐                                                       | 2014年7月15日  | 2014年6月27日  | 2014年6月12日  | 是                        | 是          |
| 箱！OPEN ME                                           | PlayStation C.A.M.P.                             | 索尼電腦娛樂                                                         | 2013年8月13日  | 2013年8月14日  | 2012年12月20日 | 否                        | 否          |
| 就算要我努力工作 乙 HD                                | e-Smile                                          |                                                                      | 不適用         | 不適用         | 2014年3月26日  | 是                        | 否          |
| 跨过俺的尸体前进2                                     | Alfa System                                      | 索尼電腦娛樂                                                         | 2015年3月3日   | 2015年3月4日   | 2014年7月17日  | 是                        | 是          |
| 我们没有翅膀                                          | Navel                                            | 5pb.                                                                 | 不適用         | 不適用         | 2014年4月10日  | 是                        | 是          |
| 樂戰鬥士                                              | Acquire                                          | Acquire (日本)、 Xseed Games (北美/欧洲)                             | 2012年10月23日 | 2013年1月16日  | 2012年8月9日   | 否                        | 否          |
| 女神異聞錄4 通宵熱舞                                  | Dingo Inc.                                       | Atlus                                                                | 2015年9月29日  | 2015年11月6日  | 2015年6月25日  | 是                        | 是          |
| 女神異聞錄4 黄金版                                    | Atlus                                            | Atlus (日本/北美)、 NIS America (欧洲)                               | 2012年11月20日 | 2013年2月22日  | 2012年6月14日  | 是                        | 是          |
| 梦幻之星在线2                                         | 世嘉                                             | 世嘉                                                                 | 不適用         | 不適用         | 2013年2月28日  | 否                        | 是          |
| 梦幻之星Nova                                          | Tri-Ace                                          | 世嘉                                                                 | 不適用         | 不適用         | 2014年11月27日 | 是                        | 是          |
| 魅影破壞者 Battle Grounds                             | RUN                                              | 5pb.                                                                 | 2014年8月12日  | 2014年7月30日  | 2014年3月13日  | 是                        | 是          |
| 戀曲寫真Kiss                                          | Enterbrain                                       | 角川游戏                                                             | 不適用         | 不適用         | 2013年4月25日  | 否                        | 是          |
| 皮可多騎士                                            | 工合在线娱乐                                     | 工合在线娱乐                                                         | 不適用         | 不適用         | 2012年9月20日  | 否                        | 否          |
| Pinball Heroes: Complete                              | 索尼電腦娛樂聖地牙哥工作室                       | 索尼電腦娛樂                                                         | 2013年7月2日   | 2013年7月3日   | 不適用         | 是                        | 否          |
| 像素垃圾 妖怪 终极版HD                                | Double Eleven Limited， Q Games                  | Double Eleven Limited                                                | 2013年7月30日  | 2013年7月31日  | 不適用         | 是                        | 否          |
| 植物大战僵尸                                          | 寶開遊戲                                         | 艺电                                                                 | 2012年2月22日  | 2012年2月22日  | 不適用         | 是                        | 是          |
| PlayStation全明星大乱斗                               | SuperBot Entertainment                           | 索尼電腦娛樂                                                         | 2012年11月20日 | 2012年11月21日 | 2013年1月31日  | 否                        | 是          |
| PlayStation Vita宠物                                  | Spiral House                                     | 索尼電腦娛樂                                                         | 2014年6月3日   | 2014年6月4日   | 不適用         | 否                        | 是          |
| 力量棒球场                                            | 科樂美                                           | 科樂美                                                               | 不適用         | 不適用         | 2013年6月27日  | 是                        | 否          |
| Present for You                                       | Nail                                             | Daidai Inc.                                                          | 不適用         | 不適用         | 2012年10月25日 | 是                        | 否          |
| 公主亚瑟                                              | Idea Factory                                     | Otomate                                                              | 不適用         | 不適用         | 2014年2月26日  | 是                        | 否          |
| Princess Strike!                                      | Atu Works                                        | Daidai Inc.                                                          | 不適用         | 不適用         | 2013年5月16日  | 是                        | 否          |
| 疾走王子                                              | 角川游戏                                         | 角川游戏                                                             | 不適用         | 不適用         | 2015年7月30日  | 是                        | 是          |
| 2012                                                  | 科樂美                                           | 科樂美                                                               | 不適用         | 不適用         | 2012年3月29日  | 否                        | 是          |
| 2013                                                  | 科樂美                                           | 科樂美                                                               | 不適用         | 不適用         | 2013年3月20日  | 是                        | 是          |
| 2014                                                  | 科樂美                                           | 科樂美                                                               | 不適用         | 不適用         | 2014年3月20日  | 是                        | 是          |
| 2015                                                  | 科樂美                                           | 科樂美                                                               | 不適用         | 不適用         | 2015年3月26日  | 是                        | 是          |
| 2019                                                  | 科樂美                                           | 科樂美                                                               | 不適用         | 不適用         | 2019年7月18日  | 是                        | 是          |
| 变形                                                  | Curve Studios                                    | Curve Studios                                                        | 2013年10月29日 | 2013年10月30日 | 不適用         | 是                        | 否          |
| 水之道                                                | Neko Entertainment                               | Neko Entertainment                                                   | 2012年7月24日  | 2012年8月1日   | 不適用         | 是                        | 否          |
| 劇場版 魔法少女小圓 The Battle Pentagram              | Artdink                                          | 万代南梦宫娱乐                                                       | 不適用         | 不適用         | 2013年12月19日 | 是                        | 是          |
| PulzAR                                                | Exient Entertainment，XDev                       | 索尼電腦娛樂                                                         | 2012年6月12日  | 2012年6月13日  | 2012年8月23日  | 否                        | 否          |
| 纯粹国际象棋                                          | VooFoo Studios                                   | Ripstone                                                             | 2012年5月29日  | 2012年4月11日  | 不適用         | 是                        | 否          |
| Putty Squad                                           | System 3，East Point Software                    | Maximum Games                                                        | 2014年4月16日  | 2014年4月29日  | 不適用         | 否                        | 否          |
| 魔法氣泡特趣思俄羅斯方塊                              | Sonic Team                                       | 世嘉                                                                 | 不適用         | 不適用         | 2014年2月6日   | 是                        | 是          |
| Quell Memento                                         | Fallen Tree Games                                | Fallen Tree Games                                                    | 2013年6月4日   | 2013年5月29日  | 不適用         | 是                        | 否          |
| 惡靈古堡 啟示2                                        | 索尼電腦娛樂                                     | 索尼電腦娛樂                                                         | 2015年3月10日  | 2015年3月13日  | 2015年3月12日  | 仅日本                    | 是          |
| Race the Sun                                          | Flippfly                                         | Flippfly                                                             | 2014年10月21日 | 2014年10月22日 | 不適用         | 是                        | 否          |
| 仙境传说奥德赛                                        | Game Arts                                        | 工合在线娱乐 (日本)、 Xseed Games (北美/欧洲)                        | 2012年10月30日 | 2013年2月20日  | 2012年2月2日   | 是                        | 是          |
| 仙境传说奥德赛ACE                                     | Game Arts                                        | 工合在线娱乐 (日本)、 Xseed Games (北美/欧洲)                        | 2014年4月1日   | 2014年4月30日  | 2013年8月29日  | 是                        | 是          |
| 彩虹月亮                                              | SideQuest Studios                                | eastasiasoft                                                         | 2013年12月3日  | 2013年12月4日  | 2014年4月3日   | 是                        | 否          |
| 瑞奇与叮当 QForce                                     | Insomniac Games，Tin Giant                       | 索尼電腦娛樂                                                         | 2013年5月22日  | 2013年5月23日  | 2013年6月6日   | 否                        | 否          |
| 瑞奇与叮当三部曲                                      | Insomniac Games，Mass Media Games                | 索尼電腦娛樂                                                         | 2014年7月29日  | 2014年7月2日   | 不適用         | 否                        | 是          |
| 传奇                                                  | 育碧                                             | 育碧                                                                 | 2013年8月29日  | 2013年9月4日   | 2014年4月24日  | 否                        | 是          |
| 起源                                                  | 育碧                                             | 育碧                                                                 | 2012年2月15日  | 2012年2月22日  | 2012年4月14日  | 是                        | 是          |
| 真实拳击                                              | Vivid Games                                      | Vivid Games                                                          | 2013年8月27日  | 2013年8月28日  | 不適用         | 否                        | 否          |
| 實境快打                                              | Novarama                                         | 索尼電腦娛樂                                                         | 2012年3月13日  | 2012年2月22日  | 2012年2月23日  | 否                        | 是          |
| 全面對抗：燃烧苍穹                                            | Nihilistic Software                              | 索尼電腦娛樂                                                         | 2012年5月29日  | 2012年6月1日   | 2012年7月17日  | 否                        | 是          |
| 荒野老城                                              | VBlank Entertainment                             | VBlank Entertainment                                                 | 2012年10月9日  | 2013年1月16日  | 不適用         | 是                        | 否          |
| 荒野老城DX                                            | VBlank Entertainment                             | VBlank Entertainment                                                 | 2014年11月11日 | 2014年1月12日  | 不適用         | 是                        | 否          |
| Rewrite                                               | Key                                              | 原型公司                                                             | 不適用         | 不適用         | 2014年8月28日  | 是                        | 是          |
| 山脊赛车                                              | Cellius                                          | 万代南梦宫娱乐                                                       | 2012年3月13日  | 2012年2月22日  | 2011年12月17日 | 否                        | 是          |
| 雨中冒险                                              | Hopoo Games，Code Mystics                        | 呵呵鱼工作室                                                         | 2016年4月12日  | 2016年4月12日  | 不適用         | 是                        | 否          |
| 火箭鸡 铁汉雄鸡                                       | Ratloop                                          | Ratloop                                                              | 2013年2月12日  | 2013年2月13日  | 不適用         | 否                        | 否          |
| 火箭鸡2 进化                                          | Ratloop Asia                                     | Ratloop（北美欧洲）、CrossFunction（日本）                           | 2016年4月26日  | 2016年4月26日  | 2016年4月26日  | 是                        | 否          |
| ROBOTICS;NOTES ELITE                                  | 5pb.                                             | 5pb.                                                                 | 不適用         | 不適用         | 2014年6月26日  | 是                        | 是          |
| 蘿球社！隱秘拍攝                                      | Vridge                                           | 角川游戏                                                             | 不適用         | 不適用         | 2014年3月27日  | 是                        | 是          |
| 盗贼遗产                                              | Cellar Door Games，Abstraction Games             | Cellar Door Games                                                    | 2014年7月29日  | 2014年7月30日  | 不適用         | 是                        | 否          |
| 三国志12                                              | 光荣特库摩                                       | 光荣特库摩                                                           | 不適用         | 不適用         | 2013年2月7日   | 是                        | 是          |
| 薔薇少女 Wechseln Sie Welt ab                         | 5pb.                                             | 5pb.                                                                 | 不適用         | 不適用         | 2014年1月30日  | 是                        | 是          |
| 智以类聚                                              | AKABEiSOFT2                                      | 5pb.                                                                 | 不適用         | 不適用         | 2013年9月26日  | 是                        | 是          |
| Runner2                                               | Gaijin Games                                     | 索尼電腦娛樂                                                         | 2013年12月17日 | 2013年12月18日 | 不適用         | 是                        | 否          |
| 櫻花莊的寵物女孩                                      | 角川游戏                                         | 角川游戏                                                             | 不適用         | 不適用         | 2013年2月14日  | 是                        | 是          |
| 武士与龙                                              | 世嘉                                             | 世嘉                                                                 | 不適用         | 不適用         | 2012年5月24日  | 否                        | 仅日本      |
| 戰國無雙2 with 猛将传&帝国 HD版                       | Omega Force                                      | 光荣特库摩                                                           | 不適用         | 不適用         | 2013年10月24日 | 是                        | 是          |
| 戰國無雙4                                             | Omega Force                                      | 光荣特库摩                                                           | 2014年10月21日 | 2014年10月24日 | 2014年3月20日  | 是                        | 是          |
| 戰極姫3                                               | SystemSoft Alpha Corp                            | SystemSoft Alpha Corp                                                | 不適用         | 不適用         | 2013年1月31日  | 是                        | 是          |
| 戰極姫4                                               | SystemSoft Alpha Corp                            | SystemSoft Alpha Corp                                                | 不適用         | 不適用         | 2014年6月19日  | 是                        | 是          |
| 三極姫2                                               | SystemSoft Alpha Corp                            | SystemSoft Alpha Corp                                                | 不適用         | 不適用         | 2013年6月27日  | 是                        | 是          |
| 三極姫4                                               | SystemSoft Alpha Corp                            | SystemSoft Alpha Corp                                                | 不適用         | 不適用         | 2016年5月26日  | 是                        | 是          |
| 三国恋战记：少女的兵法                                | Daisy2                                           | 原型公司                                                             | 不適用         | 不適用         | 2013年4月25日  | 是                        | 是          |
| 世界☆制服 COSTUME FES                                 | Spike Chunsoft                                   | Spike Chunsoft                                                       | 不適用         | 不適用         | 2014年7月23日  | 否                        | 否          |
| 閃亂神樂 SHINOVI VERSUS -少女們的証明-                | Tamsoft                                          | Marvelous                                                            | 2014年10月14日 | 2014年10月15日 | 2013年2月28日  | 是                        | 是          |
| 閃亂神樂 ESTIVAL VERSUS -少女們的選擇-                | Tamsoft                                          | Marvelous                                                            | 2016年3月18日  | 2016年3月18日  | 2015年3月26日  | 是                        | 是          |
| 桑塔：半精靈英雄                                      | WayForward Technologies                          | WayForward Technologies、Xseed Games                                 | 2014年12月20日 | 2014年12月20日 | 2014年12月20日 | 是                        | 否          |
| 真·GUNDAM無雙                                         | Omega Force                                      | 光荣特库摩                                                           | 不適用         | 不適用         | 2013年12月19日 | 是                        | 是          |
| 真 流行之神                                           | 日本一软件                                       | 日本一软件                                                           | 不適用         | 不適用         | 2014年8月7日   | 是                        | 是          |
| 真恐怖驚魂夜 第11名訪問者                             | Spike Chunsoft                                   | Spike Chunsoft                                                       | 不適用         | 不適用         | 2011年12月17日 | 否                        | 是          |
| 忍道2 散华                                            | Acquire                                          | 万代南梦宫娱乐、Spike                                                | 2012年2月15日  | 2012年2月22日  | 2011年12月17日 | 否                        | 是          |
| 寂静岭：回忆之书                                      | WayForward Technologies                          | 科樂美                                                               | 2012年10月15日 | 2012年10月26日 | 2013年2月14日  | 否                        | 是          |
| Simple V系列Vol.1：Gal麻雀无处不在                    | Tamsoft                                          | D3 Publisher                                                         | 不適用         | 不適用         | 2014年4月30日  | 是                        | 否          |
| Simple V系列Vol.2：高速公路全力逃脱 4小时名古屋到东京 | Tamsoft                                          | D3 Publisher                                                         | 不適用         | 不適用         | 2014年4月30日  | 是                        | 否          |
| 不再犹豫                                              | Digital Reality，Grasshopper Manufacture         | Digital Reality                                                      | 2012年11月20日 | 2012年11月21日 | 不適用         | 否                        | 否          |
| 柏青嫂狂热V                                           | Dorasu                                           | Dorasu                                                               | 不適用         | 不適用         | 2012年3月15日  | 否                        | 是          |
| 柏青嫂狂热V 絕對衝激II                                | Dorasu                                           | Dorasu                                                               | 不適用         | 不適用         | 2013年4月18日  | 是                        | 是          |
| 柏青嫂狂热V 學園默示錄                                | Dorasu                                           | Dorasu                                                               | 不適用         | 不適用         | 2013年10月10日 | 是                        | 是          |
| 怪盜史庫柏 時光大盜                                   | Sanzaru Games                                    | 索尼電腦娛樂                                                         | 2013年2月5日   | 2013年3月27日  | 不適用         | 是                        | 是          |
| 怪盜史庫柏三部曲                                      | Sanzaru Games                                    | 索尼電腦娛樂                                                         | 2014年4月16日  | 2014年4月16日  | 不適用         | 是                        | 是          |
| Smart As...                                           | xDev                                             | 索尼電腦娛樂                                                         | 2012年10月30日 | 2012年10月31日 | 2013年2月28日  | 否                        | 是          |
| 索尼克全明星赛车 变形                                 | Sumo Digital                                     | 世嘉                                                                 | 2012年12月18日 | 2012年12月5日  | 不適用         | 否                        | 是          |
| 聖魔導物語                                            | Compile Heart                                    | Compile Heart (日本)、Aksys (北美)、 Rising Star Games (欧洲)        | 2013年12月10日 | 2014年2月19日  | 2013年3月28日  | 是                        | 是          |
| 爽海海盗                                              | Future Tech Lab                                  | Future Tech Lab                                                      | 不適用         | 不適用         | 2014年7月17日  | 是                        | 是          |
| 闇魂獻祭                                              | 索尼電腦娛樂日本工作室，Marvelous，Comcept       | 索尼電腦娛樂                                                         | 2013年4月30日  | 2013年5月1日   | 2013年3月7日   | 是                        | 是          |
| 闇魂獻祭Delta                                         | 索尼電腦娛樂日本工作室，Marvelous，Comcept       | 索尼電腦娛樂                                                         | 2014年5月13日  | 2014年5月14日  | 2014年3月6日   | 是                        | 是          |
| 声与形                                                | Queasy Games，索尼電腦娛樂聖塔莫尼卡工作室       | 索尼電腦娛樂                                                         | 2012年8月7日   | 2012年8月15日  | 2012年9月27日  | 否                        | 否          |
| 闪耀祖玛                                              | 10tons                                           | 10tons                                                               | 不適用         | 2013年9月11日  | 不適用         | 是                        | 否          |
| 地下冒险 合集                                         | Tozai Games                                      | Tozai Games                                                          | 不適用         | 不適用         | 2013年8月25日  | 是                        | 否          |
| 洞穴冒险                                              | Mossmouth，BlitWorks                             | Mossmouth                                                            | 2013年8月27日  | 2013年8月28日  | 不適用         | 是                        | 否          |
| 间谍猎人                                              | TT Fusion                                        | 華納兄弟互動娛樂                                                     | 2012年10月9日  | 2012年10月11日 | 不適用         | 否                        | 是          |
| StarDrone Extreme                                     | Beatshapers                                      | Beatshapers                                                          | 2012年4月17日  | 2012年4月12日  | 不適用         | 否                        | 否          |
| 星光开端                                              | Escape Hatch Entertainment                       | Escape Hatch Entertainment                                           | 2014年2月22日  | 2014年2月23日  | 不適用         | 是                        | 否          |
| 星球大战弹球                                          | Zen Studios                                      | Zen Studios                                                          | 2013年5月14日  | 2013年5月15日  | 不適用         | 是                        | 否          |
| 潜行公司：黑暗中的克隆                                | Curve Digital                                    | 索尼電腦娛樂                                                         | 2013年7月23日  | 2013年7月24日  | 2014年8月26日  | 是                        | 否          |
| 潜行公司2：克隆游戏                                   | Curve Digital                                    | Curve Digital                                                        | 2013年4月7日   | 2013年4月8日   | 不適用         | 是                        | 否          |
| 蒸汽世界：掘进                                        | Image & Form Games                               | Image & Form Games                                                   | 2014年3月19日  | 2014年3月19日  | 不適用         | 是                        | 否          |
| 快打旋風 X 鐵拳                                       | 卡普空                                           | 卡普空                                                               | 2012年10月23日 | 2012年10月19日 | 2012年10月25日 | 否                        | 是          |
| 命运石之门                                            | 5pb.                                             | 角川游戏                                                             | 不適用         | 不適用         | 2013年3月14日  | 是                        | 是          |
| 命运石之门 比翼双飞的恋人                             | 5pb.                                             | 角川游戏                                                             | 不適用         | 不適用         | 2013年3月14日  | 是                        | 是          |
| 命运石之门 线形拘束的树状图                           | 5pb.                                             | 角川游戏                                                             | 不適用         | 不適用         | 2013年11月28日 | 是                        | 是          |
| Stick It to the Man!                                  | Zoink!                                           | Ripstone                                                             | 2013年12月3日  | 2013年12月4日  | 不適用         | 是                        | 否          |
| 劍之街的異鄉人：黑色宫殿                              | Experience                                       | Experience（日本）、NIS America（北美）                              | 2016年4月26日  | 2016年4月29日  | 2015年1月22日  | 是                        | 是          |
| 新解 劍之街的異鄉人：黑色宫殿                         | Experience                                       | Experience                                                           | 2017年2月28日  | 不適用         | 2016年7月21日  | 是                        | 是          |
| 数学力王 初級                                         | 媒體五                                           | 媒體五                                                               | 不適用         | 不適用         | 2013年5月30日  | 是                        | 是          |
| 数学力王 中級                                         | 媒體五                                           | 媒體五                                                               | 不適用         | 不適用         | 2013年5月30日  | 是                        | 是          |
| 数学力王 上級                                         | 媒體五                                           | 媒體五                                                               | 不適用         | 不適用         | 2013年5月30日  | 是                        | 是          |
| 墨鬼                                                  | Acquire                                          | Acquire (日本)、 Xseed Games (北美/欧洲)                             | 2012年3月20日  | 2013年1月16日  | 2012年2月9日   | 否                        | 是          |
| Sunflowers                                            | The Game Atelier                                 | The Game Atelier                                                     | 2012年10月9日  | 2012年9月12日  | 不適用         | 否                        | 否          |
| 超级爆破动物园                                        | Honeyslug                                        | Honeyslug                                                            | 2015年6月2日   | 2015年6月3日   | 不適用         | 是                        | 否          |
| 超级女主角战记                                        | 萬普                                             | 万代南梦宫娱乐                                                       | 不適用         | 不適用         | 2014年2月6日   | 否                        | 是          |
| Supermagical                                          | Tama Games                                       | Tama Games                                                           | 2017年1月17日  | 2017年1月17日  | 2017年7月6日   | 是                        | 否          |
| 超級猴子球：香蕉閃電戰                                | 世嘉                                             | 世嘉                                                                 | 2012年10月23日 | 2012年10月26日 | 2012年6月14日  | 否                        | 是          |
| 超級機器人大戰 原創世代傳奇：魔裝機神3-正義的驕傲     | 萬普                                             | 万代南梦宫娱乐                                                       | 不適用         | 不適用         | 2013年8月22日  | 是                        | 是          |
| 第3次超級機器人大戰Z                                  | 万代南梦宫娱乐                                   | 万代南梦宫娱乐                                                       | 不適用         | 不適用         | 2014年4月10日  | 是                        | 是          |
| 超级星尘Delta                                         | Housemarque                                      | 索尼電腦娛樂                                                         | 2012年2月22日  | 2012年2月22日  | 2012年1月19日  | 否                        | 否          |
| 超级青蛙HD                                            | Team17                                           | 索尼電腦娛樂                                                         | 2013年8月6日   | 2013年7月31日  | 不適用         | 是                        | 否          |
| MMA霸主：无限制                                       | Kung Fu Factory                                  | 505 Games                                                            | 2012年3月27日  | 2012年4月25日  | 不適用         | 否                        | 是          |
| 靜籟之空 ～獻給失落之星的詩～                         | Gust                                             | 光荣特库摩                                                           | 不適用         | 不適用         | 2012年4月26日  | 否                        | 是          |
| 靜籟之空 Re:Incarnation                               | Gust                                             | 光荣特库摩                                                           | 不適用         | 不適用         | 2013年2月21日  | 否                        | 是          |
| 靜籟之空 离线版                                       | Gust                                             | 光荣特库摩                                                           | 不適用         | 不適用         | 2014年10月2日  | 否                        | 是          |
| Surge Deluxe                                          | FuturLab                                         | FuturLab                                                             | 2014年2月4日   | 2014年2月5日   | 不適用         | 否                        | 否          |
| 极速空间星系终极版                                    | Atomicom                                         | Atomicom                                                             | 2013年11月15日 | 2013年11月15日 | 不適用         | 否                        | 否          |
| 刀剑神域 虚空断章                                     | Acquire                                          | 万代南梦宫娱乐                                                       | 2014年8月19日  | 2014年8月20日  | 2014年4月24日  | 是                        | 是          |
| 刀剑神域 失落之歌                                     | Artdink                                          | 万代南梦宫娱乐                                                       | 2015年11月17日 | 2015年11月13日 | 2015年3月26日  | 是                        | 是          |
| 刀劍神域 虛空幻界                                     | Acquire                                          | 万代南梦宫娱乐                                                       | 2016年11月8日  | 2016年11月8日  | 2016年10月27日 | 是                        | 是          |
| 桌上冰球                                              | Four Door Lemon                                  | 索尼電腦娛樂                                                         | 2012年9月25日  | 2012年9月26日  | 2013年5月9日   | 否                        | 否          |
| 桌上迷你高尔夫                                        | Four Door Lemon                                  | 索尼電腦娛樂                                                         | 2013年4月9日   | 2013年4月10日  | 2013年5月23日  | 否                        | 否          |
| 桌上賽車                                              | Playrise Digital                                 | Ripstone                                                             | 2014年8月5日   | 2014年8月6日   | 不適用         | 是                        | 否          |
| 桌上坦克                                              | 索尼電腦娛樂利物浦工作室                         | 索尼電腦娛樂                                                         | 2012年5月22日  | 2012年5月23日  | 2012年7月31日  | 否                        | 否          |
| Tadeo Jones                                           | U-Play Studios                                   | Deep Silver                                                          | 不適用         | 2013年12月4日  | 不適用         | 否                        | 是          |
| 外星粒子觅食传说                                      | Drinkbox Studios                                 | Drinkbox Studios                                                     | 2012年2月21日  | 2012年2月22日  | 不適用         | 否                        | 否          |
| 純真傳奇R                                             | 万代南梦宫娱乐                                   | 万代南梦宫娱乐                                                       | 不適用         | 不適用         | 2012年1月26日  | 是                        | 是          |
| 心靈傳奇R                                             | 万代南梦宫娱乐                                   | 万代南梦宫娱乐                                                       | 2014年11月11日 | 2014年11月14日 | 2013年3月7日   | 否                        | 是          |
| 撕纸小邮差                                            | Media Molecule                                   | 索尼電腦娛樂                                                         | 2013年11月22日 | 2013年11月22日 | 2013年12月5日  | 否                        | 是          |
| 被天使凭依的少女                                      | Daidai Inc.                                      | Daidai Inc.                                                          | 不適用         | 不適用         | 2012年12月20日 | 是                        | 否          |
| 泰拉瑞亚                                              | Re-Logic                                         | 505 Games、 Spike Chunsoft (日本)                                    | 2013年12月17日 | 2013年12月4日  | 2014年2月6日   | 否                        | 仅日本      |
| 特斯拉学徒                                            | Rain Games                                       | Rain Games（北美/欧洲）、史克威尔艾尼克斯（日本）                    | 2015年11月24日 | 2015年11月27日 | 2016年4月28日  | 否                        | 否          |
| 超凡蜘蛛侠                                            | 动视                                             | 漫威娛樂                                                             | 2013年11月19日 | 2013年11月22日 | 不適用         | 是                        | 是          |
| The Binding of Isaac: Rebirth                         | Nicalis                                          | Nicalis                                                              | 2014年11月4日  | 2014年11月5日  | 2015年10月28日 | 是                        | 否          |
| The HD Adventures of Rotating Octopus Character       | Dakko Dakko                                      | Dakko Dakko                                                          | 2013年8月27日  | 2013年5月29日  | 不適用         | 是                        | 否          |
| 英雄傳說 零之軌跡 Evolution                           | 日本Falcom                                       | 角川游戏                                                             | 不適用         | 不適用         | 2012年10月18日 | 是                        | 是          |
| 英雄傳說 閃之軌跡                                     | 日本Falcom                                       | 日本Falcom、Xseed Games（北美）、NIS America（欧洲）                 | 2015年10月22日 | 2016年1月29日  | 2013年9月26日  | 是                        | 是          |
| 英雄傳說 碧之軌跡 Evolution                           | 日本Falcom                                       | 角川游戏                                                             | 不適用         | 不適用         | 2014年6月12日  | 是                        | 是          |
| 英雄傳說 閃之軌跡 II                                  | 日本Falcom                                       | 日本Falcom、Xseed Games（北美）、NIS America（欧洲）                 | 2016年9月6日   | 2016年11月11日 | 2014年9月25日  | 是                        | 是          |
| 英雄傳說 空之軌跡FC Evolution                         | 日本Falcom                                       | 角川游戏                                                             | 不適用         | 不適用         | 2015年6月11日  | 是                        | 是          |
| 英雄傳說 空之軌跡SC Evolution                         | 日本Falcom                                       | 角川游戏                                                             | 不適用         | 不適用         | 2015年12月10日 | 是                        | 是          |
| 英雄傳說 空之軌跡3rd Evolution                        | 日本Falcom                                       | 角川游戏                                                             | 不適用         | 不適用         | 2016年7月14日  | 是                        | 是          |
| 英雄傳說 曉之軌跡                                     | 宇峻奧汀                                         | 宇峻奧汀日本                                                         | 不適用         | 不適用         | 2016年12月26日 | 否                        | 否          |
| 彈珠台街机游戏                                        | FarSight Studios                                 | FarSight Studios                                                     | 2012年4月10日  | 2012年7月11日  | 不適用         | 是                        | 否          |
| 交易者                                                | Curve Studios                                    | Facepalm Games                                                       | 2014年8月5日   | 2014年8月6日   | 2015年11月14日 | 是                        | 否          |
| 行屍                                                  | 訴說遊戲                                         | 訴說遊戲                                                             | 2013年8月20日  | 2013年9月4日   | 不適用         | 否                        | 是          |
| 行屍：第二季                                          | 訴說遊戲                                         | 訴說遊戲                                                             | 2014年4月22日  | 2014年4月23日  | 不適用         | 否                        | 是          |
| 我们身边的狼                                          | 訴說遊戲                                         | 訴說遊戲                                                             | 2014年11月4日  | 2014年11月12日 | 不適用         | 否                        | 是          |
| Thomas Was Alone                                      | Curve Studios                                    | Curve Studios                                                        | 2013年4月23日  | 2013年4月24日  | 不適用         | 是                        | 否          |
| 時光旅行者                                            | Level-5                                          | Level-5                                                              | 不適用         | 不適用         | 2012年7月12日  | 是                        | 是          |
| 小小部队：联合行动                                    | Kukouri Mobile Entertainment，Plunge Interactive | Wired Productions                                                    | 2014年10月28日 | 2014年10月29日 | 2015年7月10日  | 否                        | 否          |
| Titan Attacks!                                        | Puppy Games                                      | Curve Studios                                                        | 2014年5月6日   | 2014年5月7日   | 不適用         | 是                        | 否          |
| 实战特训                                              | 媒體五                                           | 媒體五                                                               | 不適用         | 不適用         | 2012年3月22日  | 是                        | 是          |
| 多益实战特训2                                             | 媒體五                                           | 媒體五                                                               | 不適用         | 不適用         | 2012年4月25日  | 是                        | 是          |
| 特殊報道部                                            | 日本一软件                                       | 日本一软件                                                           | 不適用         | 不適用         | 2012年8月23日  | 是                        | 是          |
| 東京新世録 Operation Abyss                            | Experience Inc.                                  | 5pb.                                                                 | 不適用         | 不適用         | 2014年7月25日  | 是                        | 是          |
| 出包王女DARKNESS Battle Ecstasy                       | FuRyu                                            | FuRyu                                                                | 不適用         | 不適用         | 2014年5月22日  | 否                        | 是          |
| 顶级飞镖                                              | Devil's Detail                                   | 索尼電腦娛樂                                                         | 不適用         | 2012年2月22日  | 不適用         | 否                        | 否          |
| 大伙乐相伴                                            | 索尼電腦娛樂日本工作室                           | 索尼電腦娛樂                                                         | 2013年6月5日   | 不適用         | 2011年12月17日 | 是                        | 否          |
| 掌上大反攻                                            | Eiconic Games                                    | Eiconic Games                                                        | 2013年7月8日   | 2013年7月3日   | 不適用         | 否                        | 否          |
| 非常E麻雀                                             | Arc System Works                                 | Arc System Works                                                     | 不適用         | 不適用         | 2012年12月9日  | 是                        | 否          |
| 塊魂 Vita                                             | 万代南梦宫娱乐                                   | 万代南梦宫娱乐                                                       | 2012年2月22日  | 2012年2月22日  | 2011年12月17日 | 仅亚洲                    | 是          |
| 討鬼傳                                                | Omega Force                                      | 光荣特库摩                                                           | 2014年2月11日  | 2014年2月14日  | 2013年6月27日  | 是                        | 是          |
| 討鬼傳 極                                             | Omega Force                                      | 光荣特库摩                                                           | 2015年3月31日  | 2015年3月27日  | 2014年8月28日  | 是                        | 是          |
| 討鬼傳2                                               | Omega Force                                      | 光荣特库摩                                                           | 2017年3月21日  | 2017年3月24日  | 2016年7月28日  | 是                        | 是          |
| 蒙特祖玛的宝藏 闪电战                                 | Alawar Entertainment                             | Alawar Entertainment                                                 | 2012年4月10日  | 2012年3月24日  | 不適用         | 是                        | 否          |
| 蒙特祖玛的宝藏 竞技场                                 | Alawar Entertainment                             | Alawar Entertainment                                                 | 2014年7月29日  | 2014年5月28日  | 不適用         | 是                        | 否          |
| TxK                                                   | Llamasoft                                        | Llamasoft                                                            | 2014年2月11日  | 2014年2月12日  | 不適用         | 是                        | 否          |
| 终极漫威大战卡普空3                                   | 卡普空                                           | 卡普空                                                               | 2012年2月15日  | 2012年2月22日  | 2011年12月17日 | 是                        | 是          |
| 秘境探險：寶藏爭奪                                    | 索尼電腦娛樂本德工作室，One Loop Games           | 索尼電腦娛樂                                                         | 2012年12月4日  | 2012年12月12日 | 不適用         | 是                        | 否          |
| 秘境探險：黃金深淵                                    | 索尼電腦娛樂本德工作室，One Loop Games           | 索尼電腦娛樂                                                         | 2012年2月15日  | 2012年2月22日  | 2011年12月17日 | 否                        | 是          |
| Unit 13                                               | Zipper Interactive                               | 索尼電腦娛樂                                                         | 2012年3月6日   | 2012年3月7日   | 2012年3月8日   | 否                        | 是          |
| 城市自由狂飙                                          | Tate Multimedia，Strangelands                    | Tate Multimedia                                                      | 2013年2月19日  | 2013年2月20日  | 2013年8月29日  | 否                        | 否          |
| 歌组575                                               | 世嘉                                             | 世嘉                                                                 | 不適用         | 不適用         | 2014年1月23日  | 否                        | 是          |
| 英靈殿騎士3                                           | K2                                               | Marvelous (日本)、 Xseed Games (北美)                                | 2013年10月15日 | 2013年10月15日 | 2013年5月23日  | 是                        | 是          |
| 英靈殿騎士3 黄金版                                    | K2                                               | Marvelous                                                            | 不適用         | 不適用         | 2014年2月27日  | 是                        | 是          |
| 速率 终极版                                           | FuturLab                                         | FuturLab                                                             | 2013年7月2日   | 2013年5月15日  | 不適用         | 是                        | 否          |
| 速率 2X                                               | FuturLab                                         | FuturLab                                                             | 2014年9月2日   | 2014年9月3日   | 2014年9月17日  | 是                        | 否          |
| VR网球4 世界巡回赛                                    | 世嘉                                             | 世嘉                                                                 | 2012年2月15日  | 2012年2月22日  | 2011年12月17日 | 否                        | 是          |
| 音量                                                  | Mike Bithell                                     | Mike Bithell                                                         | 2016年1月6日   | 2016年1月6日   | 不適用         | 是                        | 否          |
| VVVVVV                                                | Terry Cavanagh                                   | Nicalis                                                              | 2015年8月25日  | 2015年8月25日  | 不適用         | 是                        | 否          |
| 無雙OROCHI 蛇魔2 终极版                               | Omega Force                                      | 光荣特库摩                                                           | 2014年9月2日   | 2014年9月5日   | 2013年9月26日  | 是                        | 是          |
| 當這首歌完成 -When this song is over-                 | One Draw                                         | One Draw                                                             | 不適用         | 不適用         | 2014年2月27日  | 是                        | 否          |
| 当维京人进攻                                          | Clever Beans                                     | 索尼電腦娛樂                                                         | 2012年11月7日  | 2012年11月7日  | 2013年2月7日   | 是                        | 否          |
| 白色相簿2 幸福的彼端                                  | Aquaplus                                         | Aquaplus                                                             | 不適用         | 不適用         | 2013年11月28日 | 是                        | 是          |
| Winning Post 7 2013                                   | 光荣特库摩                                       | 光荣特库摩                                                           | 不適用         | 不適用         | 2013年6月20日  | 是                        | 是          |
| Winning Post 8                                        | 光荣特库摩                                       | 光荣特库摩                                                           | 不適用         | 不適用         | 2014年3月27日  | 是                        | 是          |
| 反重力赛车2048                                        | 索尼電腦娛樂利物浦工作室                         | 索尼電腦娛樂                                                         | 2012年2月15日  | 2012年2月22日  | 2012年1月19日  | 否                        | 是          |
| 百戰天蟲 革命 极限版                                  | Team17                                           | Team17                                                               | 2013年10月8日  | 2013年10月9日  | 不適用         | 是                        | 否          |
| 世界拉力锦标赛3                                       | Milestone S.r.l.                                 | Black Bean Games（欧洲）、万代南梦宫游戏（北美）、CyberFront（日本） | 2013年3月26日  | 2012年11月2日  | 2013年1月31日  | 是                        | 是          |
| 世界拉力锦标赛4                                       | Milestone S.r.l.                                 | BigBen Interactive (全球)、 史克威尔艾尼克斯 (日本)                  | 2014年7月29日  | 2013年10月25日 | 2014年7月24日  | 否                        | 是          |
| 蒼翼幻想曲CODE：EMBRYO                                | Arc System Works                                 | Arc System Works（日本）、Aksys Games（北美）、Funbox Media（欧洲）  | 2014年6月24日  | 2015年9月18日  | 2013年7月25日  | 是                        | 是          |
| 果然即使是遊戲，我的青春戀愛喜劇還是搞錯了。          | 5pb.                                             | 5pb.                                                                 | 不適用         | 不適用         | 2013年9月19日  | 是                        | 是          |
| 果然即使是遊戲，我的青春戀愛喜劇還是搞錯了。續        | 5pb.                                             | 5pb.                                                                 | 不適用         | 不適用         | 2016年10月27日 | 是                        | 是          |
| 伊蘇 塞爾塞塔的樹海                                   | 日本Falcom                                       | 日本Falcom (日本)、 Xseed Games (北美)、NIS America (欧洲)           | 2013年11月26日 | 2014年2月21日  | 2012年9月27日  | 是                        | 是          |
| 伊蘇VIII -丹娜的隕涕日-                               | 日本Falcom                                       | 日本Falcom、NIS America                                              | 2017年9月12日  | 2017年9月15日  | 2016年7月21日  | 是                        | 是          |
| 伊蘇：始源                                            | 日本Falcom                                       | DotEmu                                                               | 2017年5月30日  | 2017年5月30日  | 2017年5月30日  | 是                        | 是          |
| 勇者有點太囂張G                                       | Acquire                                          | 索尼電腦娛樂                                                         | 不適用         | 不適用         | 2013年12月12日 | 否                        | 否          |
| 勇者的记录                                            | Tose                                             | 索尼電腦娛樂                                                         | 不適用         | 不適用         | 2012年4月19日  | 否                        | 否          |
| 禅意弹珠2                                             | Zen Studios                                      | Zen Studios                                                          | 2012年9月4日   | 2012年9月5日   | 不適用         | 是                        | 否          |
| 极限脱出ADV 善人死亡                                  | CHUNSOFT                                         | CHUNSOFT (日本)、 Aksys (北美)、 Rising Star Games (欧洲)            | 2012年10月23日 | 2012年11月16日 | 2012年2月16日  | 否                        | 是          |
| 絕對絕望少女 槍彈辯駁Another Episode                  | Spike Chunsoft                                   | Spike Chunsoft                                                       | 2015年9月1日   | 2015年9月4日   | 2014年9月25日  | 是                        | 是          |
| 僵尸大亨2：Brainhov 的复仇                            | Frima Studio                                     | 索尼電腦娛樂                                                         | 2013年4月30日  | 2013年5月1日   | 不適用         | 是                        | 否          |
| Z-Run                                                 | Beatshapers                                      | Beatshapers                                                          | 2014年6月24日  | 2014年6月18日  | 不適用         | 是                        | 否          |

## 被取消游戏
以下PS Vita游戏原来被公布，但被开发商随后注销或无限期推迟。
| 游戏名称              | 原因 | 开发商                | 发行商                |
| --------------------- | --- | --------------------- | --------------------- |
| 生化奇兵              | 最初在2011年E3期间宣布，2013年2月仍没有开始开发。到2014年2月，在irrational游戏公司解散后，游戏开发被继续搁置。 | Irrational Games      | 2K Games              |
| 地牢守护者            | 该游戏的Vita版本被其开发者取消，旨在将资源转移到另一个游戏的开发上。                                           | Trendy                | Reverb Communications |
| Warrior's Lair        | 索尼在 2011 年 E3 期间公布了该游戏，然而项目在 2013 年悄然取消了。                                             | Idol Minds            | 索尼電腦娛樂          |
| 终极地带 HD合集       | Vita 版本在 2011 年东京电玩展上宣布，然而该项目被无限期推迟。                                                  | 小岛工作室            | Konami                |
| 卡图斯 进击的机器人   | 在2013年科隆游戏展上宣布PSV版本。                                                                              | Witch Beam            | Witch Beam            |
| Aztez                 | 于2014年宣布PS4和PSV版本。                                                                                     | Team Colorblind       |                       |
| 雨世界                | 于2014年宣布PSV版本。                                                                                          |                       | Adult Swim            |
| Vacant Sky Awakening  | 众筹时登陆平台包含PSV。                                                                                        | Project BC            |                       |
| C-Wars                | 众筹时登陆平台包含PSV。                                                                                        | Onipunks Studio       |                       |
| 命运之手              | 于2014年宣布PS4和PSV版本。                                                                                     | Defiant Development   |                       |
| Galak-Z               | 于2014年宣布PSV版本。                                                                                          | 17-BIT                |                       |
| 時空原素              | 于2013年公布，为PSV独占，2016年4月宣布取消。                                                                   | Gust                  | 光荣特库摩            |
| Liege                 | 于2013年公布。                                                                                                 | John Rhee             | John Rhee             |
| Pavilion              | 作为PS4和PSV独占游戏公布。                                                                                     | Visiontrick Media     | Visiontrick Media     |
| The Hero Trap         | 众筹时登陆平台包含PSV。                                                                                        | Smashworx             |                       |
| 光明旅者              | 众筹时达到了PSV版本的众筹目标。                                                                                | Heart Machine         |                       |
| The Legend of Doodle! | 2014年官网上公布有PSV版本。                                                                                    | The Layabouts         |                       |
| MechRunner            | 于2014年宣布PSV版本。                                                                                          | Spark Plug Games      |                       |
| To Leave              | 于2014年宣布PSV版本。                                                                                          | Freaky Creations      |                       |
| King of Dragon Pass   | 于2014年宣布PSV版本。                                                                                          | HeroCraft             | A Sharp               |
| Kodoku                | 于2013年宣布登陆PS4和PSV。                                                                                     | Carnivore Studio      |                       |
| 无敌9号               | 众筹时达到了PSV版本的众筹目标。游戏遭多次延期，开发商曾表示PSV版预计2017年末发售，但此后无消息。               | Comcept、Inti Creates | Deep Silver           |
| Soul Saga: Episode 1  | 众筹时达到了PSV版本的众筹目标。                                                                                | Disastercake          | Disastercake          |
| 星界边境              | 于2013年宣布PSV版本。                                                                                          | 呵呵鱼工作室          | 呵呵鱼工作室          |